# Mercedes-Benz W212
Mercedes-Benz W212 — четвёртое поколение легковых автомобилей E-класса немецкой торговой марки Mercedes-Benz, представленное в 2009 году на Детройтском автосалоне. Внешний вид модели отрабатывался на концепт-каре Mercedes-Benz ConceptFASCINATION, представленном на Парижском моторшоу в 2008 году. Продажи начались в марте 2009 года. Автомобиль включал множество новых технических решений и технологий безопасности, включая системы обнаружения усталости водителя, предупреждения о сходе с полосы движения, а также технологию распознавания дорожных знаков.
В апреле 2009 года в продажу поступила 5-местная бронированная версия автомобиля (по классу VR4) под названием E-Guard. Летом была представлена высокопроизводительная модификация E63 AMG, а в декабре линейку автомобилей W212 оснастили опциональной системой полного привода 4MATIC 4-го поколения и пополнили версией в кузове универсал (заводской индекс — S212) и купе (C207).
В 2013 году автомобиль претерпел фейслифтинг, придавший ему более современные и спортивные формы. Передняя часть кузова получила совершенно новый внешний вид: раздельная передняя оптика, ведущая свои традиции с 1995 года, была объединена в моноблок; обновился дизайн капота и переднего бампера. Впервые для E-класса на решётку радиатора установили эмблему в виде фирменной трёхлучевой звезды (в линии исполнения Elegance). Задняя часть кузова получила обновление фонарей и бампера. Модификации также подвергся и модельный ряд двигателей. В июне 2013 года в продажу поступила модель E63 AMG в кузове универсал.
Автомобиль Mercedes-Benz W212 выпускался в вариантах кузова седан, универсал, купе и кабриолет. Кроме того, автомобиль имеет модифицированные версии от подразделения Mercedes-AMG (E63 AMG, E63 AMG S), а также сторонних международных тюнинг-ателье. В 2016 году модель была заменена на 5-е поколение E-класса — Mercedes-Benz W213.

## История

### Предыстория
Проектные работы над наследником автомобиля Mercedes-Benz W211 начались в 2004 году после того, как в 2003 была утверждена официальная программа разработки и развития. В 2005 году был утверждён дизайн экстерьера от Томаса Стопки. После обсуждений с инженерами и внесения финальных уточнений окончательные проектные спецификации были заморожены в 2006 году. Некоторые элементы внешнего стиля были позаимствованы из дизайна автомобилей Mercedes-Benz W204 C-класса и Mercedes-Benz W221 S-класса. Выпуклые задние колёсные арки напоминают уширители крыльев исторических моделей «Понтон» из 1950-х годов. Внешний вид нового автомобиля предварительно отрабатывался на концепт-каре Mercedes-Benz ConceptFASCINATION, представленном на Парижском автосалоне в сентябре 2008 года.
Репутация предшествующего автомобиля, Mercedes-Benz W211, на момент старта продаж была омрачена вопросами качества. Истинные любители марки негативно отнеслись к спорному объединению концернов Daimler AG и Chrysler, считая, что слияние плохо скажется на качестве продукции. Через несколько лет после распада DaimlerChrysler, компания Mercedes-Benz заявила, что новое поколение E-класса будет воплощать в себе возвращение к фирменным традициям в вопросах качества.

### 2009—2011
Официальная премьера нового седана Е-класса для широкой публики состоялась в 2009 году на Детройтском автосалоне и уже с марта стартовали продажи в Европе. Автомобиль сохранил свою «четырёхглазость», однако вместо овальных фар были установлены ромбовидные. Коэффициент аэродинамического сопротивления автомобиля (Cx) нового поколения Е-класса составил 0,25. На российский рынок Mercedes-Benz W212 попал в апреле 2009 года.
С технической точки зрения автомобиль включал множество новых технологий безопасности, включая системы обнаружения усталости водителя, предупреждения о сходе с полосы движения, а также распознавания дорожных знаков. Из функций, повышающих управление и комфорт при езде, в новый E-класс вошли адаптивная подвеска Direct Control, активные сиденья и подвижные жалюзи решётки радиатора, улучшающие аэродинамическую эффективность автомобиля. В стандартную комплектацию также вошли электронный контроль устойчивости (ESP), антиблокировочная система (ABS), подушки безопасности и автоматический климат-контроль.
В апреле 2009 года в продажу поступила 5-местная бронированная версия автомобиля (по классу VR4) под названием E-Guard. Транспортное средство усилили при помощи стали и арамидных волокон (кевлар), на окна устанавили пуленепробиваемые стёкла, на 17-дюймовые колёса монтировали безопасные шины, рассчитанные на скорость до 240 км/ч (50 км пути на скорости до 80 км/ч в спущенном состоянии). В результате E-Guard стал способным выдержать удар от пули калибра .44 Magnum. Кроме того, на автомобиль установили специальную версию пневмоподвески AIRMATIC, систему аварийной сигнализации, внутреннюю систему связи и бронированное днище. Модельный ряд двигателей состоял из трёх вариантов: бензиновые E350 и E500, а также дизельный E350 CDI BlueEFFICIENCY. Все они доступны в вариантах исполнения ELEGANCE и AVANTGARDE. Стартовая цена на момент начала продаж составила €45 000 (с учётом НДС).
В том же году на автосалоне в Нью-Йорке была представлена концептуальная модель E250 BlueTEC, основанная на седане E250 CDI BlueEFFICIENCY с интегрированной системой BlueTEC и 7-ступенчатой автоматической коробкой переключения передач 7G-Tronic Plus. Частью экологического дизельного концепта является 25-литровый бак с раствором мочевины (AdBlue), из которого присадка попадает в поток выхлопных газов и снижает выбросы NOx. В результате 2,2-литровый четырёхцилиндровый двигатель автомобиля соответствует строгим стандартам по выбросам Евро-6.
AMG версия нового E-класса (E63 AMG) также была представлена на автосалоне в Нью-Йорке. На неё установили такой же 6,2-литровый V8 силовой агрегат, как и у SL63 AMG, объединив его с 7-ступенчатой автоматической коробкой передач AMG SpeedShift MCT. Двигатель автомобиля генерировал мощность в 525 л. с. (386 кВт) при 630 Н·м крутящего момента. Скорость разгона с 0 до 100 км/ч составила 4,5 секунды, максимальную скорость ограничили электроникой на отметке в 250 км/ч.
В декабре 2009 года линейку автомобилей W212 оснастили опциональной системой полного привода 4MATIC 4-го поколения. В обновлённом варианте системы крутящий момент делится в соотношении 45:55 в пользу задних колёс (в предыдущем поколении было 40:60). Кроме того, четвёртый 4MATIC добавляет к массе автомобиля всего 70 килограмм у модели Е350 и 50 кг у Е500 против 95 у третьего, что, в свою очередь, благотворно сказывается на экономичности.

#### Универсал (S212)

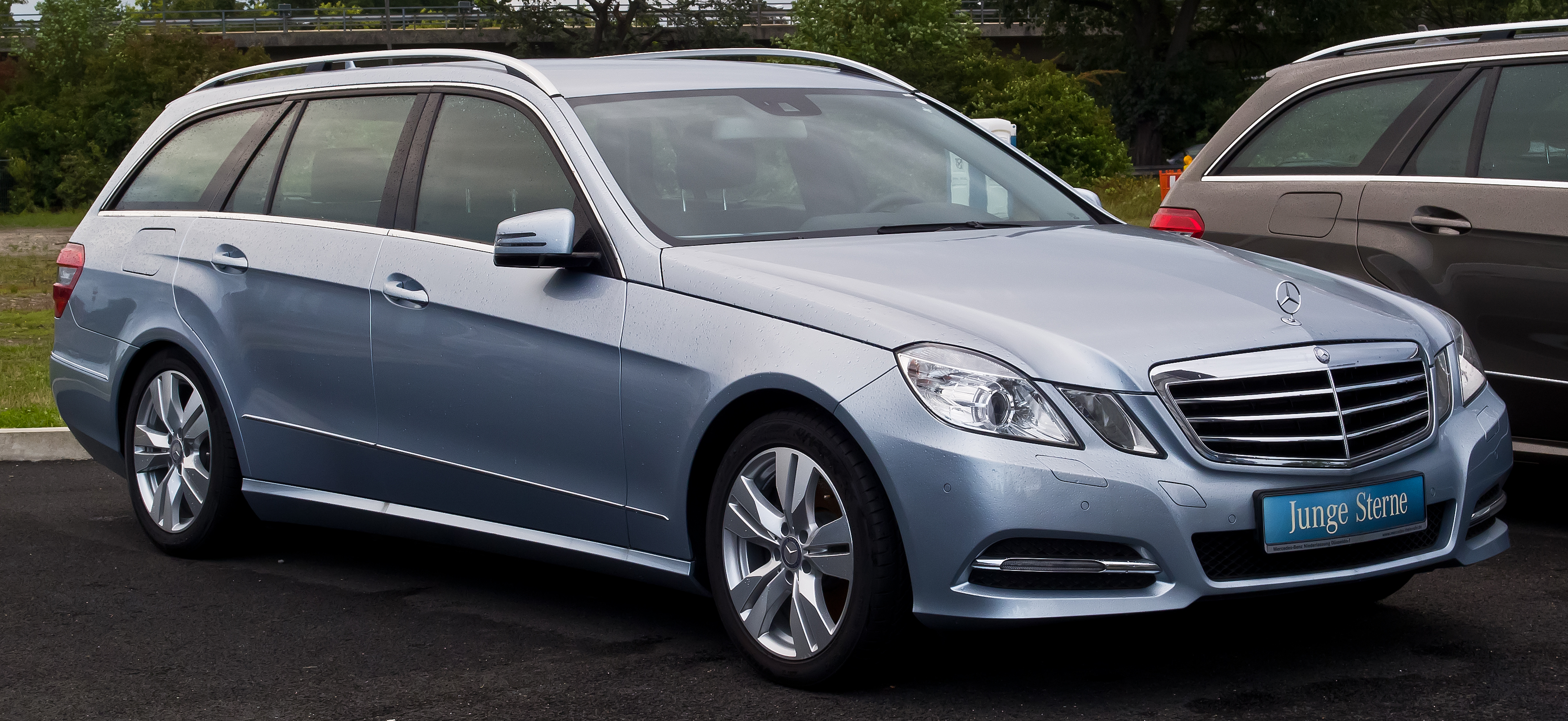
Mercedes-Benz E300 CDI (S212)

На Франкфуртском автосалоне 2009 года была представлена версия W212 в кузове универсал. Первоначально он был доступен с пятью двигателями: тремя дизельными (E220 CDI, E250 CDI и E350 CDI, все серии BlueEFFICIENCY), а также двумя бензиновыми — E350 CGI BlueEFFICIENCY и E500 с двигателем V8. Новые и усовершенствованные двигатели обладают большей эффективностью, чем предыдущие, и могут похвастаться экономичным расходом топлива. Все они соответствуют стандарту выбросов Евро-5.
В сравнении с предшественником новый универсал длиннее на 50 мм, а объём багажного отсека при сложенных креслах второго ряда, образующих ровную погрузочную площадку, остался прежним — 1950 л. Кроме того, дверь багажника и мягкая шторка, скрывающая от посторонних глаз содержимое отсека, во всех версиях, включая базовую, получили сервопривод.
В стандартной комплектации автомобиль оборудован пневмоподвеской с самовыравнивающейся задней частью и новой уникальной функцией управления грузовым отсеком. Системы безопасности включают в себя 9 подушек безопасности, электронные помощники ATTENTION ASSIST и PRE-SAFE Brake, активные подголовники NECK-PRO, автономный круиз-контроль DISTRONIC PLUS и другие.
Продажи в Европе стартовали с 5 августа 2009 года, в США — с июня 2010 (модельный ряд 2011 года).

#### Купе (C207)

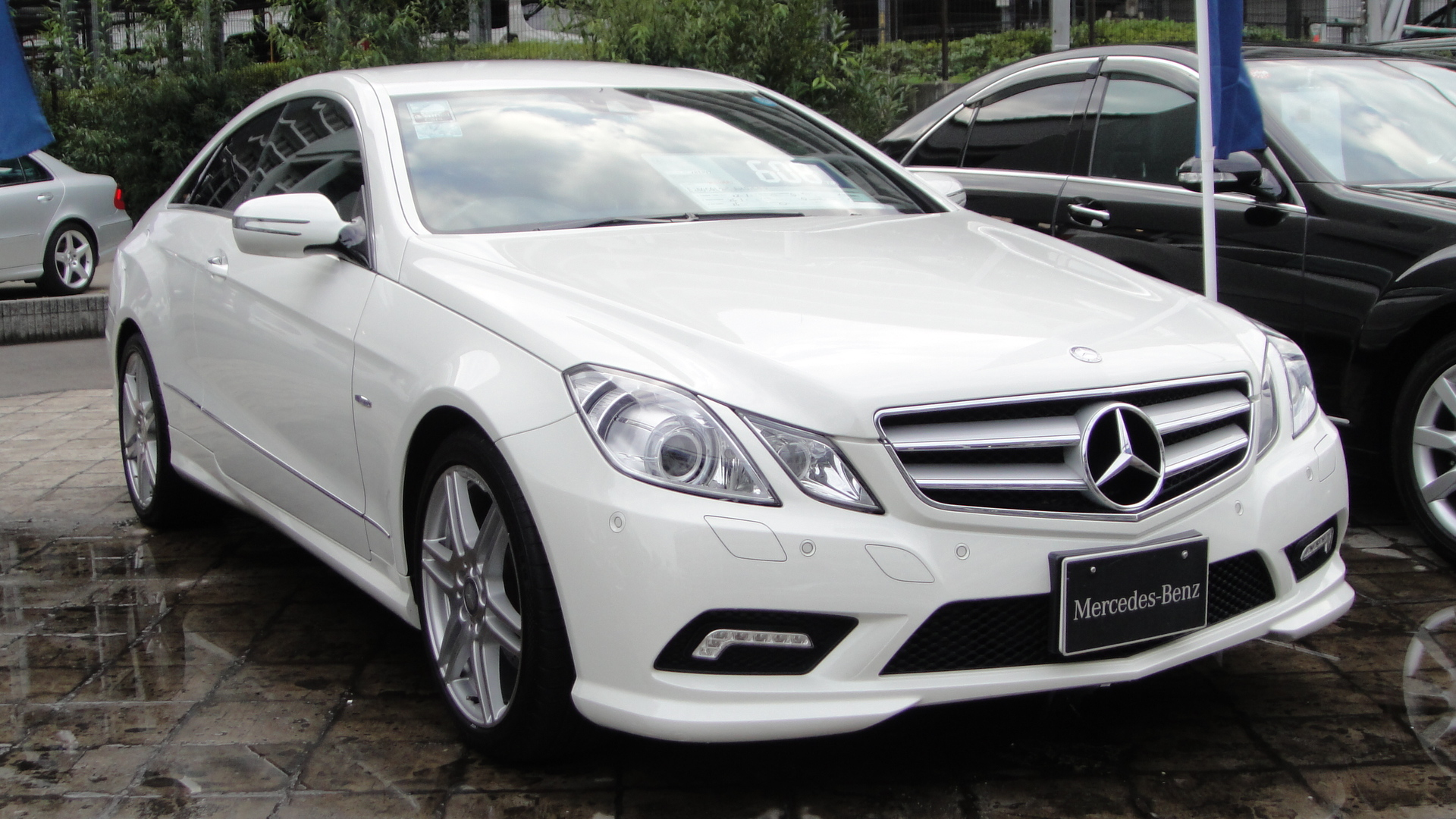
E-класс купе

На смену CLK-классу пришёл автомобиль W212 в кузове купе (под кодом С207). Официальный дебют состоялся на 79-м Женевском автосалоне в 2009 году. Это второе купе в семействе Е-класса после кузова W124. В базовой комплектации автомобиль E220 CDI BlueEFFICIENCY имеет Cx всего 0.24, для остальных модификаций он составляет 0.27—0.28. Собирается купе на заводе в Бремене.
В стандартную комплектацию автомобиля вошли подвеска с системой AGILITY CONTROL, двухзональный климат-контроль THERMATIC, мультимедийная система Audio 20 CD и новые спортивные сиденья. Опционально доступен трёхзональный климат-контроль THERMOTRONIC и информационно-развлекательная система COMAND APS с картами навигации, а также роскошные сиденья с кожаной обивкой и вентиляцией. В набор систем безопасности включены активный капот, системы PRE-SAFE, ATTENTION ASSIST, ESP, ABS, Brake Assist PLUS и другие. Опционально доступна система Adaptive Main Beam Assist. Как и у версии в кузове седан доступны различные варианты индивидуализации внешнего вида и интерьера автомобиля при помощи пакетов ELEGANCE, AVANTGARDE и AMG Sport.
Специально для версии в кузове купе были разработаны две новые версии двигателей с прямым впрыском: E250 CGI BlueEFFICIENCY (150 кВт / 204 л. с.) и E350 CGI BlueEFFICIENCY (215 кВт / 292 л. с.). Модернизация модели E250 CDI BlueEFFICIENCY привела к снижению расхода топлива на 17 % (5.1 л. на 100 км по комбинированному циклу NEDC).
Заказы на купе начались с 19 февраля 2009 года, доставки в салоны официальных дилеров стартовали в мае. Цены с учётом 19 % НДС в Германии зависели от двигателя и варьировались от €44 684,50 за E250 CDI BlueEFFICIENCY до €66 045 за E500.

#### Удлинённый седан
В 2010 году на Пекинском автосалоне была представлена удлинённая на 14 сантиметров версия седана. Автомобиль получил индекс «L», его длина составила 5012 миллиметров, а колёсная база — 3014 мм. На момент дебюта компания предлагала 3 варианта автомобиля: E260 CGI Elegance, E260 CGI Avantgarde и E300 Avantgarde. Удлинённые седаны поставляются исключительно на Китайский рынок.

#### Кабриолет (A207)

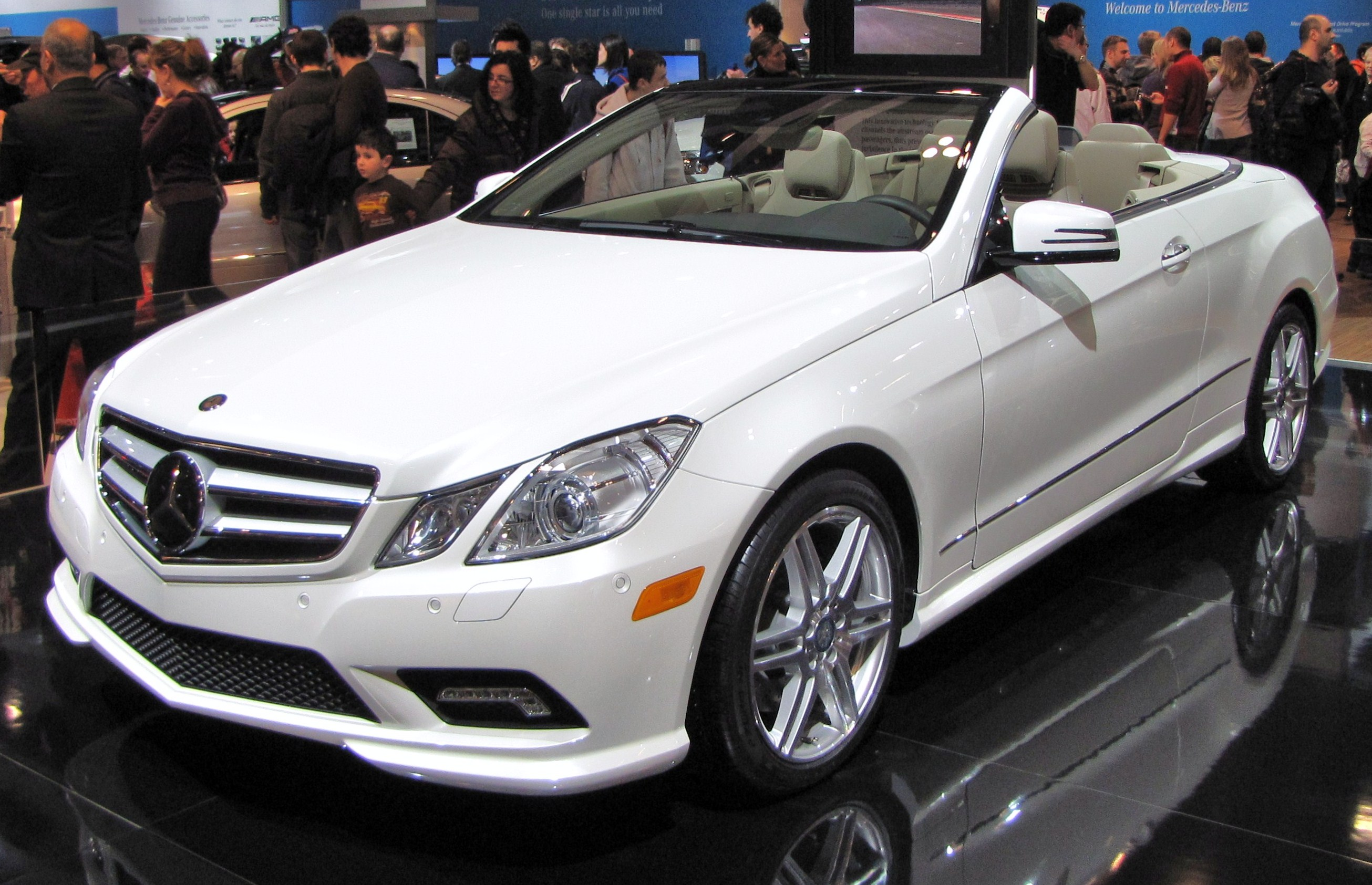
Mercedes-Benz E-класс кабриолет

На Североамериканском международном автосалоне 2010 года состоялся дебют кабриолета E-класса (код кузова A207), который пришёл на смену CLK-класс Cabriolet. Это второй кабриолет в семействе Е-класса после кузова W124. Автомобиль оснащён тканевой мягкой складывающейся крышей, которая складывается или открывается за 20 секунд, причём сделать это можно либо при помощи кнопки управления крышей из салона, либо кнопкой на ключе. Механизм, приводящий в движение верхнюю часть кузова, предоставлен фирмой Karmann. По заверениям Mercedes-Benz крыша рассчитана на 20000 циклов складывания. В стандартную комплектацию кабриолета входят системы AirScarf и AirCap: первая осуществляет подачу тёплого воздуха на шеи водителя и переднего пассажира, а вторая выдвигает спойлер из верхней рамки ветрового стекла и ветровой экран за подголовниками задних сидений, которые отводят потоки воздуха при движении автомобиля.
Начальный модельный ряд для рынка США представлял собой автомобили с бензиновым 272-сильным V6 3,5-литровым двигателем (Е350) и 388-сильный V8 5,5-литровый мотор (Е500). Для европейских покупателей также доступны двигатели CGI и CDI серии BlueEfficiency (от 170 до 292 л. с.).

### 2013—2016 (рестайлинг)
11 декабря 2012 года в сеть Интернет попали первые фотографии ресталингового Е-класса, на которых можно было разглядеть новые седан и универсал с AMG Sports Package, а также их интерьер. Через 2 дня компания Mercedes-Benz официально рассекретила всю детальную информацию о рестайлинговом семействе E-класса на Североамериканском международном автосалоне. Автомобиль получил новый внешний вид передней части, новую по дизайну приборную панель и иначе оформленную центральную консоль, а также обновлённое электрооборудование и модельный ряд двигателей. Кроме того, аналоговые часы переместились на центральную панель. В сравнении с обычным незначительным рестайлингом моделей Mercedes-Benz, автомобиль W212 получил обширное обновление. По словам представителей компании, это самый значительный фейслифтинг, когда либо произведённый маркой. Затраты на него составили около €1 млрд, а количество новых функций на обновлённой модели можно сравнить с новой моделью.
Передняя часть автомобиля была полностью переделана. Сдвоенные фары заменили на единичные со светодиодными дневными ходовыми огнями, входящими в стандартную комплектацию (в предыдущем варианте они были доступны только на заказ). Совершенно новой стала решётка радиатора, на которой устанавливалась эмблема компании, что ранее было доступно только для автомобилей C-класса. Передний бампер стал более резким и заострённым благодаря более крупным воздухозаборникам. На задней части W212 установили светодиодные фонари. Форма задних дверей была переработана, устранив выпуклость колёсных арок, что придало автомобилю более традиционные линии.
Первоначально фейслифтинговая модель была доступна с двигателями E350 и E500, которые не претерпели никаких изменений. Модели E200 CGI и E250 CGI получили обновление, в то время как предыдущий 1,8-литровый мотор CGI заменили на 2,0-литровый (1991 куб.см) с системой BlueDIRECT. С осени 2013 года к ним примкнули также модификации E400 с двигателем мощностью 333 л. с. Кроме того, для заказа стала доступна версия E250 BlueTEC, оснащённая четырёхцилиндровым 204-сильным дизелем и, что примечательно, с полным приводом в качестве опции. В гамму дизельных силовых агрегатов также входят моторы мощностью 136, 170, 231 и 252 л. с. Гибрид Mercedes-Benz E300 приводится в движение 204-сильным двигателем, работающим в паре с электромотором. Самым мощным в линейке двигателей серии выступала модель E550, использующая 5,5-литровый V8 мотор с мощностью в 402 л. с. (300 кВт).

## Описание

### Экстерьер

#### 2009—2011
В 1995 году Mercedes-Benz W210 стал первой моделью в линейке автомобилей бизнес-класса, передняя оптика которого состояла из четырёх раздельных фар — очень символическая конструктивная особенность, которая до сих пор уникально идентифицирует E-класс. Эта же концепция была адаптирована в соответствии с временем и в Mercedes-Benz W212. Дизайнеры экстерьера пересмотрели формат передних фар и сделали их форму ромбовидной, с прямой отсылкой на интересные геометрические формы кубизма. Передняя оптика стала напоминать огранённые алмазы. В то же время решётка радиатора с трёхмерной хромированной отделкой и динамической стреловидной формой, расположенная в более вертикальном положении, подчёркивает статус автомобиля как воплощение бизнес-седана.
Новая модель E-класса выросла в длину на 12 мм (до 4868), в ширину — на 32 (до 1854), а по колёсной базе — на 16 мм (до 2870). По высоте W212 стал ниже предыдущего (Mercedes-Benz W211) на 13 мм. Капот, передние крылья и крышку багажника выполнили из алюминия. Коэффициент лобового сопротивления Cx составил 0,25.
Автомобиль приобрёл современный внешний вид, достаточно резкие линии и грани. Большие выпуклые или вогнутые участки поверхности структурированы тугими, чётко определёнными линиями. Задняя часть кузова выглядит внушительно благодаря мощным контурам задних крыльев, что напоминает о моделях Mercedes-Benz W120 («Понтон») 1950-х годов. Несмотря на слегка возросшие габариты, автомобиль кажется гораздо компактнее, чем есть на самом деле.
|  |  |  |  |

#### 2013—2016
Рестайлинг 2013 года кардинально изменил внешний вид автомобиля, придав ему больше аэродинамичности и современности. Экстерьер стал более удлинённым и элегантным, но в то же время динамичным и спокойным. Обновлённая передняя часть отличается совершенно новой оптикой, которая ныне выполнена в виде моноблока, а также капотом, радиаторной решёткой и спортивным бампером, выполненным в многогранной замысловатой форме, с более агрессивным обликом, созданным за счёт увеличенных в размерах воздухозаборников. Капот, следуя новой идиоме дизайна, приобрёл простые, гладкие и плавные линии. Профиль автомобиля сохранил элегантность, однако избавился от особого оформления задних дверей и крыльев в стиле Mercedes-Benz W120. Главные изменения в корме — иной внутренний рисунок оптики.
Ближний свет фар, а также дневные ходовые огни частично оснащаются светодиодами в составе стандартной комплектации, в то время как полная светодиодная оптика доступна впервые для E-класса в качестве опции.
На задней части автомобиля были пересмотрены оптика и бампер. Новые, горизонтально структурированные светодиодные задние фонари с двухцветным внешним видом подчёркивают ширину кузова и оснащены характерным ночным дизайном.
|  |  |  |

Впервые для E-класса в зависимости от комплектации внешность передней части разнится — для линии исполнения ELEGANCE характерен классический стиль радиаторной решётки с 3 ламелями и звездой на капоте, в то время как для AVANTGARDE на спортивного вида решётку радиатора устанавливается эмблема компании в виде звезды.

### Интерьер
Качество отделки интерьера традиционно высокое для седана бизнес-класса. Салон автомобиля претерпел радикальные изменения по сравнению с предшественником. Стилистика его успешно себя зарекомендовала на C-классе и кроссовере GLK. Салон W212 имеет схожую архитектуру передней панели и центральной консоли, а также угловатый козырёк над приборным щитком, как и у успешной модели Mercedes-Benz W124. При этом уютный интерьер оснастили качественным пластиком, мягкой кожей и приятными металлическими элементами отделки. В ночное время многочисленные светодиоды источают мягкий свет, подсвечивая кожаную обшивку дверей и центральную консоль.
На заказ доступны активные мультиконтурные сиденья с функцией двухступенчатого массажа спины, успешно зарекомендовавшие себя на S-классе. В зависимости от скорости поворота рулевого колеса, поперечного ускорения и скорости транспортного средства, быстродействующие пьезоэлектрические клапаны воздушных камер в спинках сидений изменяют их давление и объём для того, чтобы дать водителю и переднему пассажиру улучшенную боковую поддержку. Дополнительно доступен пакет удобных задних сидений. Он включает в себя функцию подогрева, кожаную обивку, удобные подголовники, шторки на задних окнах с электрической регулировкой и солнцезащитные козырьки.
Рулевое колесо – спортивное, трёхспицевого дизайна.
При рестайлинге 2013 года приборная панель подверглась некоторой корректировке — в достаточно глубокие колодцы поместили три циферблата. Также была модифицирована центральная консоль. Так, например, между двумя дефлекторами отопительной системы появились аналоговые часы, а некоторые управляющие элементы переместили на новые места. Благодаря этим и иным изменениям повысилась эргономичность салона и удобство управления различными системами.

### Шасси

#### Подвеска
Все версии 4-го поколения Е-класса построены на единой платформе. Технические характеристики W212 без значительных изменений повторяются в универсале S212, купе C207 и кабриолете A207.
Автомобиль получил независимую, пружинную переднюю подвеску со стойками типа McPherson и многорычажную (пневматическую для версий AMG) подвеску сзади. Шасси всех версий без исключений дополнено адаптивными амортизаторами Direct Control (система амплитудно-зависимого демпфирования), которые благодаря отдельному резервуару с перепускным клапаном способны «распустить» подвеску в комфорт без всякого электронного программного обеспечения. Стандартный привод для всех автомобилей — задний, опционально доступен постоянный полный.
Инженеры компании разработали заново или модифицировали многие ключевые аспекты системы пневматической подвески. Так пневмобаллоны стали гораздо больше в размерах, чем на предыдущей модели, и были оптимизированы при помощи применения нового материала. Специальная форма  	пневматических опор позволила впервые использовать стойки пневматической подвески McPherson на автомобиле бизнес-класса.
Распорки и носители ступицы выполнены в основном из алюминия с целью уменьшить вес автомобиля, только подрамник изготовлен из высокопрочного стального листа. Компоненты передней оси, рулевое управление, двигатель и коробка передач установлены на высокопрочный подрамник из стали, который надёжно закреплён болтами на лонжероне. Жёсткость на соединительных точках между подрамником и кузовом, где нагрузка передаётся в результате воздействия сил и вибраций, производимых ходовой частью, была значительно повышена, что стало результатом более гибкого и точного управления автомобилем.
Впервые в истории марки опционально доступен вариант установки пневмоподвески AIRMATIC с электронным управлением системы демпфирования, которая непрерывно адаптирует характеристики амортизаторов - индивидуально для каждого колеса. В стандартной комплектации данная система установлена на автомобилях E500/E500 4MATIC, опционально же доступна для моделей с V6 двигателем, таких как E350 CGI BlueEFFICIENCY, E350 CDI BlueEFFICIENCY (4MATIC) и E350 4MATIC. В общей сложности семь датчиков отслеживают дорожную обстановку и положение кузова автомобиля, посылая информацию на электронный блок управления, который также обрабатывает информацию о скорости движения, угле поворота рулевого колеса, тормозного и крутящего моментов, используя эти данные, чтобы вычислить оптимальные характеристики для амортизаторов. Система регулирует усилие амортизации для каждого колеса в отдельности, в зависимости от текущих дорожных условий и обстановки.
Водитель может заранее запрограммировать основные характеристики автомобиля при нажатии кнопки на приборной панели. Существует два режима на выбор: «Комфорт» и «Спорт». В спортивном режиме гидравлические силы амортизаторов увеличивается таким образом, чтобы повысить курсовую устойчивость и сцепление с дорогой при высоких скоростях, а также уменьшить недостаточную поворачиваемость на скоростях до 120 км/ч.
Линия исполнения AVANTGARDE предлагает спортивную подвеску с усиленными стабилизаторами поперечной устойчивости. В случае заказа данной комплектация дорожный просвет автомобиля снижается на 15 мм.
Полноприводная система 4MATIC на моделях E63 AMG отличается от той, что устанавливается на обычные версии автомобиля. И там, и там стоит несимметричный межосевой дифференциал с электронноуправляемой блокировкой, но в случае с AMG-модификациями он делит крутящий момент в соотношении 33/67 в пользу задней оси (у гражданских машин — 45 на 55%). Автомобили E63 AMG S дополнительно оснащены блокировкой заднего дифференциала.

#### Рулевое управление
Стандартный рулевой механизм для нового E-класса — с переменным шагом зубьев рейки, но вместо гидроусилителя установливается электромеханический усилитель с переменным отношением. Рулевое колесо чувствительно к скорости.
Опционально доступна система Direct-Steer, предоставляющая водителю более прямой отклик на поворотах и, следовательно, придающий автомобилю больше маневренности. Меньшее рулевое усилие на низких скоростях, при выполнении манёвров или парковке, повышают комфорт в управлении автомобилем. Переменные отношения стойки, которая подстраивается в соответствии с углом поворота, резко возрастают как только угол достигает пяти градусов. В результате водитель имеет больше контроля над автомобилем.
Как и ранее, E-класс оснащён индивидуально регулируемой рулевой колонкой с регулировкой высоты и выдвижения в диапазоне +/- 25 миллиметров. При заказе пакета Memory package в автомобиль устанавливается полностью электро-регулируемое рулевое колеса.
Основной особенностью насоса рулевого управления является установленный на нём электрически управляемый электромагнитный клапан, который управляет открытием байпаса, и, как следствие, позволяющий дозировать количество масла в соответствии с требованиями. Эта установка уменьшает давление и количество масла при прямолинейном движении — насос рулевого управления работает с существенно пониженной мощностью, что помогает экономить топливо.
Для повышения безопасности пассажиров трубчатая секция рулевой колонки может при лобовом столкновении телескопически сложиться на 100 мм, поглотив таким образом энергию и создав больше пространства для водителя.

#### Трансмиссия
Самые базовые модели автомобиля Mercedes-Benz W212, такие как E200 CGI, E200 CDI, E220 CDI и E250 CDI, комплектуются 6-ступенчатой механической коробкой передач. Автомобиль E250 CGI (и E200 CGI по заказу) комплектуется 5-ступенчатой автоматической коробкой передач 5G-Tronic.
Более мощные двигатели (вроде E300, E500 и E300 CDI) комплектуются доработанной 7-ступенчатой автоматической коробкой передач 7G-Tronic Plus. У агрегата появился новый гидротрансформатор с более быстрой блокировкой, дополнительный масляный насос для поддержания давления в системе при активации системы «старт-стоп», специальное покрытие у множества деталей, уменьшающее трение между ними. Также появился ручной режим, в котором коробка передач может самостоятельно переходить в автоматический режим, если водитель какое-то время не пользуется подрулевыми гашетками. Эта функция не срабатывает, если автомобиль проходит поворот или едет накатом без использования акселератора.
На самые новые модели, такие как E350 BlueTEC 2014 года, устанавливается наиболее современная 9-ступенчатая автоматическая коробка передач 9G-Tronic.
AMG модификации Mercedes-Benz W212 оснащаются 7-ступенчатой автоматической коробкой передач AMG SpeedShift MCT.

#### Тормозная система
Большие передние и задние тормозные диски обеспечивают идеальную техническую базу для безопасного и надежного замедления в любой ситуации. Диаметр передних и задних дисков находится в диапазоне от 320 до 344 мм соответственно (в зависимости от варианта двигателя). И передние и задние тормоза — дисковые вентилируемые (у AMG модификаций дисковые перфорированные).
Для охлаждения тормозов, инженеры Mercedes-Benz разработали двухсекционные алюминиевые накладки, которые были испытаны в аэродинамической трубе. В дополнение к этому во время движения прохладный воздух поступает из нижней части кузова в колёсных арках и, в конечном счёте, достигает до тормозных дисков.
В случае заказа пакета AMG Sport, шасси автомобилей в линии исполнения AVANTGARDE оснащаются 18-дюймовыми колёсами, большими тормозами и перфорированными передними тормозными дисками.
Новый автомобиль E-класса включает инновационную адаптивную тормозную систему (ADAPTIVE BRAKE), включающую дополнительные функции помощи для ещё большего комфорта и безопасности. Система предотвращает скатывание автомобиля вперёд при остановке на светофоре или движении с частыми остановками в пробке, а также скатывание назад при езде вверх по склону. Функция блокировки автоматически отключается, когда автомобиль трогается. Кроме того, данная система повышает безопасность транспортного средства на мокрой дороге, регулярно отправляя короткие импульсы для торможения с целью удалить плёнку влаги из тормозных дисков, что позволяет тормозам работать в полную силу.

#### Колёса и шины
Диапазон колёс и шин для нового E-класса предлагает множество вариантов персонализации автомобиля. На выбор предлагается двенадцать дисков и шин 16-, 17- или 18-дюймового размера.
Четырёх-цилиндровые модели E200 CDI BlueEFFICIENCY, Е220 и Е200 CGI BlueEFFICIENCY оснащены 16-дюймовым девяти-спицевыми легкосплавными дисками и 205/60 R16 шинами с низким сопротивлением качению в стандартной комплектации. Благодаря специальной технике ковки, вес колёс был сокращён в общей сложности на 9,6 кг.
На модели E250 CDI, E350 CDI, E350 BlueTEC, E250 CGI и E350 CGI BlueEFFICIENCY устанавливаются 7.5Jx16 легкосплавные диски с 225/55 R16 шинами.
Наиболее мощная серийная версия автомобиля E500 оснащена 18-дюймовыми легкосплавными дисками и 245/40 R18 шинами с завода.
Для линий исполнения ELEGANCE и AVANTGARDE, а также для спорт-пакета AMG компания разработала особые диски и шины.

### Двигатели
На момент старта продаж автомобиля Mercedes-Benz W212 модельный ряд двигатель состоял из дизельных E200 CDI (100 кВт /136 л. с.), E220 CDI (125 кВт / 170 л. с.), E250 CDI (150 кВт / 204 л. с.), E350 CDI (170 кВт / 231 л. с.), E350 BlueTEC (155 кВт / 211 л. с.) и бензиновых E200 CGI (135 кВт / 184 л. с.), E250 CGI (150 кВт / 204 л. с.), E350 CGI (215 кВт / 292 л. с.), E500 (285 кВт / 388 л. с.). Модифицированный подразделением Mercedes-AMG двигатель модели E63 AMG выдавал мощность в 386 кВт / 525 л. с..
Новый высокотехнологичный рядный четырёхцилиндровый 2,1-литровый дизельный двигатель OM651 c двойным последовательным наддувом, пьезофорсунками, давлением в магистрали 2000 бар (вместо обычных 400) и двойным маховиком для гашения вибраций устанавливался на три версии Е-класса: Е200 CDI, E220 CDI и Е250 CDI. Единственным дизельным мотором V-образной конфигурации (4.0 V8 упразднён) стал 3,0-литровый V6 Е350 BlueEFFICIENCY, генерирующий мощность в 231 л. с. и 540 Н·м крутящего момента (при этом мотор имеет режим «старт-стоп» и оборудуется энергосберегающими генератором, бензонасосом, компрессором кондиционера и усилителем руля). Кроме того, модельный ряд включал новые двигатели семейства CGI с непосредственным впрыском.
На снижение лобового сопротивления Mercedes-Benz W212 направлен комплекс мер под названием BlueEFFICIENCY. Он включает герметичные стыки между капотом и фарами, оптимизированную форму колёсных дисков, и даже активные жалюзи перед радиатором, изменяющие подачу воздуха в подкапотное пространство. Все ухищрения Mercedes-Benz в области BlueEfficiency и доработке двигателей привели к тому, что моторы расходуют до 23% топлива меньше в сравнении с предшественниками.
С марта 2011 года на немецком рынке стал доступен автомобиль, работающий на натуральном газе. E200 NGT (от англ. Natural Gas Technology) позволяет владельцу заправлять автомобиль не только бензином, но и газом. Автомобиль оснащён рядным четырёхцилиндровым двигателем объёмом 1.8 литра. Для адаптации работы двигателя на газе была модернизирована топливная система. Газовый редуктор разместили на двигателе и добавили газовые форсунки. В результате переключение с бензина на газ даже при движении практически не ощущается. Двигатель при работе от любого топлива обладает мощностью в 163 л. с. и агрегируется с 5-ступенчатой автоматической коробкой переключения передач, в результате чего до 100 км/ч автомобиль разгоняется за 10,4 секунды и имеет максимальную скорость в 224 км/ч. Расход топлива при работе от бензина составляет 8,1 л/100 км, а при работе на газе — 5,5 кг/100 км. Автомобиль оснащён 4 газовыми баллонами общим объёмом 120 л, размещённых в задних сиденьях и на полу. При полностью заправленных баках можно проехать на бензине до 730 км и на газе до 360 км.
После рестайлинга 2013 года автомобиль получил пополнение модельного ряда двигателей. На бензиновый мотор E400 установили битурбированный шестицилиндровый силовой агрегат, который при объёме в 3 литра способен на отдачу в 333 лошадиные силы. В результате скорость разгона с 0 до 100 км/ч составила 5,3 секунды. Е300 BlueTEC Hybrid оснащён гибридом дизельного 2,1-литрового агрегата (отдача — 204 л. с.) и 27-сильного электродвигателя. Заявленный средний расход топлива равен 4,1 литра на 100 км пути. Модификации также подвергся E63 AMG. Мощность его 5,5-литровой установки повысили до 557 л. с., а крутящий момент вырос до 720 Н·м.

#### Бензиновые
| Модель                      | Годы производства | Двигатель                                | Мощность @ об/мин     | Крутящий момент     | 0–100 км/ч, сек |
| --------------------------- | ----------------- | ---------------------------------------- | --------------------- | ------------------- | --------------- |
| E180                        | 2013–             | 1595 см3 I4 M274 DE16 AL                 | 156 л. с. @ 5300      | 250 Н·м @1250–4000  | 9,6             |
| E200 CGI BlueEFFICIENCY     | 2009–2013         | 1796 см3 турбированный I4 M271 DE18 AL   | 184 л. с. @ 5500      | 270 Н·м @ 1800–4600 | 8,5 [ 7,9 ]     |
| E200 CGI                    | 2013–2016         | 1991 см3 турбированный I4 M274 DE 20 AL  | 184 л. с. @ 5500      | 270 Н·м @ 1200–4000 | 8,2 [ 7,9 ]     |
| E250 CGI BlueEFFICIENCY     | 2009–2013         | 1796 см3 турбированный I4 M271 DE18 AL   | 204 л. с. @ 5500      | 310 Н·м @ 2000–4300 | 7,4             |
| E250 CGI                    | 2013–2016         | 1991 см3 турбированный I4 M274 DE 20 AL  | 211 л. с. @ 5500      | 350 Н·м @ 1200–4000 | 7,4             |
| E300                        | 2009–2011         | 2996 см3 V6 M272 KE30                    | 231 л. с. @ 6000      | 300 Н·м @ 2500–5000 | 7,4             |
| E300 BlueEFFICIENCY         | 2011–             | 3498 см3 V6 M276 DE35 red.               | 252 л. с. @ 6500      | 340 Н·м @ 3500–4500 | 7,1             |
| E300 4MATIC                 | 2011–             | 3498 см3 V6 M276 DE35 red.               | 252 л. с. @ 6500      | 340 Н·м @ 3500–4500 | 7,4             |
| E350 CGI BlueEFFICIENCY     | 2009–2011         | 3498 см3 V6 M272 DE35                    | 292 л. с. @ 6400      | 365 Н·м @ 3000–5100 | 6,8             |
| E350 4MATIC                 | 2009–2011         | 3498 см3 V6 M272 KE35                    | 272 л. с. @ 6000      | 350 Н·м @ 2400–5000 | 6,5             |
| E350 BlueEFFICIENCY         | 2011–             | 3498 см3 V6 M276 DE35                    | 306 л. с. @ 6000      | 370 Н·м @ 3500–5250 | 6,3             |
| E350 4MATIC BlueEFFICIENCY  | 2011–             | 3498 см3 V6 M276 DE35                    | 306 л. с. @ 6000      | 370 Н·м @ 2400–5000 | 6,6             |
| E400                        | 2013–2014         | 2996 см3 V6 битурбо M276 DE30 AL         | 333 л. с. @ 5250–6000 | 480 Н·м @ 1400–4000 | 5,3             |
| E400 4MATIC                 | 2013–2014         | 2996 см3 V6 битурбо M276 DE30 AL         | 333 л. с. @ 5250–6000 | 480 Н·м @ 1400–4000 | 5,3             |
| E400                        | 09/2014–          | 3498 см3 V6 битурбо M276 DE35 AL         | 333 л. с. @ 5250–6000 | 480 Н·м @ 1200–4000 | 5,3             |
| E400 4MATIC                 | 09/2014–          | 3498 см3 V6 битурбо M276 DE35 AL         | 333 л. с. @ 5250–6000 | 480 Н·м @ 1200–4000 | 5,3             |
| E500                        | 2009–2011         | 5461 см3 V8 M273 KE55                    | 388 л. с. @ 6000      | 530 Н·м @ 2800–4800 | 5,0             |
| E500 4MATIC                 | 2009–2011         | 5461 см3 V8 M273 KE55                    | 388 л. с. @ 6000      | 530 Н·м @ 2800–4800 | 5,0             |
| E500 BlueEFFICIENCY         | 2011–             | 4663 см3 твин-турбо V8 M278 DE46 AL red. | 408 л. с. @ 5250      | 600 Н·м @ 1600–4750 | 5,2             |
| E500 4MATIC BlueEFFICIENCY  | 2011–             | 4663 см3 твин-турбо V8 M278 DE46 AL red. | 408 л. с. @ 5250      | 600 Н·м @ 1600–4750 | 5,2             |
| E63 AMG                     | 2009–2011         | 6208 см3 V8 M156 E63                     | 525 л. с. @ 6800      | 630 Н·м @ 5200      | 4,5             |
| E63 AMG                     | 2011–             | 5461 см3 твин-турбо V8 M157 DE55 AL      | 525 л. с. @ 5250–5750 | 700 Н·м @ 1750–5000 | 4,3             |
| E63 AMG Performance package | 2011–2013         | 5461 см3 твин-турбо V8 M157 DE55 AL      | 557 л. с. @ 5250–5750 | 800 Н·м @ 2000–4500 | 4,2             |
| E63 AMG S-Model             | 2013–             | 5461 см3 твин-турбо V8 M157 DE55 AL      | 585 л. с. @ 5500      | 800 Н·м @ 1750–5000 | 3,6             |
| Газ/бензин                  |                   |                                          |                       |                     |                 |
| E200 NGT BlueEFFICIENCY     | 2011–2013         | 1796 см3 I4 M271 E18 ML NGT              | 163 л. с.             | 240 Н·м @ 1250–4000 | 10,4            |
| E200 NGT                    | 2013–             | 1991 см3 I4 M274 DE20 AL                 | 156 л. с.             | 270 Н·м @ 1250–4000 | 10,4            |

#### Дизельные
| Модель                          | Годы производства | Двигатель                       | Мощность @ об/мин | Крутящий момент     | 0–100 км/ч, сек |
| ------------------------------- | ----------------- | ------------------------------- | ----------------- | ------------------- | --------------- |
| E200 CDI BlueEFFICIENCY         | 2010–             | 2143 см3 I4 OM651 DE 22 LA red. | 136 л. с.         | 360 Н·м @ 1600–2600 | 10,2            |
| E220 CDI BlueEFFICIENCY         | 2009–             | 2143 см3 I4 OM651 DE 22 LA      | 170 л. с.         | 400 Н·м @ 1400–2800 | 8,7             |
| E220 CDI BlueEFFICIENCY Edition | 2012–             | 2143 см3 I4 OM651 DE 22 LA      | 170 л. с.         | 400 Н·м @ 1400–2800 | 8,7             |
| E250 CDI BlueEFFICIENCY         | 2009–             | 2143 см3 I4 OM651 DE22 LA       | 204 л. с.         | 500 Н·м @ 1600–1800 | 7,7             |
| E250 CDI 4MATIC BlueEFFICIENCY  | 2011–             | 2143 см3 I4 OM651 DE22 LA       | 204 л. с.         | 500 Н·м @ 1600–1800 | 7,0             |
| E300 CDI BlueEFFICIENCY         | 2009–2011         | 2987 см3 V6 OM642 DE30 LA       | 204 л. с.         | 500 Н·м @ 1600–2400 | 7,9             |
| E300 CDI BlueEFFICIENCY         | 2011–             | 2987 см3 V6 OM642 LS DE30 LA    | 231 л. с.         | 540 Н·м             | 6,8             |
| E350 CDI BlueEFFICIENCY         | 2009–2010         | 2987 см3 V6 OM642 DE30 LA       | 231 л. с.         | 540 Н·м             | 6,8             |
| E350 CDI 4MATIC BlueEFFICIENCY  | 2009–2010         | 2987 см3 V6 OM642 DE30 LA       | 231 л. с.         | 540 Н·м             | 7,1             |
| E350 CDI BlueEFFICIENCY         | 2010–             | 2987 см3 V6 OM642 LS DE30 LA    | 265 л. с.         | 620 Н·м             | 6,2             |
| E350 CDI 4MATIC BlueEFFICIENCY  | 2010–             | 2987 см3 V6 OM642 LS DE30 LA    | 265 л. с.         | 620 Н·м             | 6,7             |
| E350 BlueTEC                    | 2009–             | 2987 см3 V6 OM642 DE30 LA       | 211 л. с.         | 540 Н·м             | 7,8             |

#### Гибридные
Поставлялись на рынки США и некоторых стран Азии.
| Модель              | Годы производства | Двигатель                                       | Мощность @ об/мин     | Крутящий момент           | 0–100 км/ч, сек |
| ------------------- | ----------------- | ----------------------------------------------- | --------------------- | ------------------------- | --------------- |
| E400 HYBRID         | 2012–             | 3498 см3 бензиновый V6 M276 DE35 + электромотор | 306 + 27 л. с. @ 6500 | 370 + 250 Н·м @ 3500–5250 | -               |
| E300 BlueTEC HYBRID | 2012–2015         | 2143 см3 дизельный I4 OM651 DE22 LA             | 204 + 27 л. с. @ 4200 | 750 Н·м @ 1600–1800       | 7,5             |

### Безопасность
Передняя часть силовой структуры Mercedes-Benz Е-класса имеет четырёхуровневую зону деформации, благодаря чему энергия удара гасится гораздо эффективнее. Кузов на 72% состоит из высокопрочной стали. Кроме того, существенно усилена конструкция задней части кузова, который стал жёстче на 30%.
В базовую комплектацию Mercedes-Benz W212 входят семь подушек безопасности и активные подголовники, а в качестве опции доступны боковые аирбаги для заднего ряда сидений. Ремни оснащены преднатяжителями и регуляторами силы натяжения. Травмобезопасный активный капот «подпрыгивает» на 50 мм при наезде машины на пешехода, чем смягчает силу удара. Он приводится в действие не пиропатронами, а пружинами. Чтобы систему вновь ввести в действе, капот достаточно открыть и снова закрыть.
Кроме того, в серийное оснащение автомобиля входит система превентивной защиты пассажиров PRE-SAFE, включающая в себя радар, камеры и специальный компьютер для обработки данных. Система анализирует дорожную обстановку и положение окружающих автомобилей, и, в случае возникновения вероятности ДТП, натягивает ремни, подготавливает подушки безопасности и готовится к экстренному торможению.
Система адаптивного головного освещения самостоятельно подстраивает световой пучок под режим движения. Опциональная технология Adaptive Main Beam Assist использует камеру на лобовом стекле для распознавания встречных транспортных средств и управляет освещением таким образом, чтобы оно не слепило водителей. Дальность действия ближнего света фар может быть продлена с 65 до 300 метров. Если на дороге отсутствуют транспортные средства, система автоматически выполняет плавный переход на дальний свет. По заказу клиента на автомобиль может быть установлен пакет Light & Sight Package, который включает би-ксеноновые фары, систему Intelligent Light System и светодиодные дневные ходовые огни.
Пакет безопасности Lane Safety включает в себя системы Blind Spot Assist, новую Lane Keeping Assist и Speed Limit Assist. Первая сигнализирует в случае обнаружения объектов в мёртвых зонах обзора. Технология Lane Keeping Assist автономно следит за движением автомобиля в рамках собственной дорожной полосы, и в случае каких либо нарушений на рулевое колесо подаются короткие импульсы, предупреждающие водителя о совершении опасного манёвра. Электронный помощник Speed Limit Assist  при помощи телекамеры умеет распознавать дорожные знаки, ограничивающие скорость движения, и выводить данные на спидометр..
Инновационная система Attention Assist, которая входит в стандартное оснащение автомобиля, не позволяет водителю уснуть за рулём. Она оборудована высокочувствительными датчиками, которые непрерывно контролируют более 70 различных параметров. При обнаружении симптомов усталости (виляние в полосе и т.д.) человека, управляющего транспортным средством, системой подаётся громкий звуковой сигнал, а на дисплее выводится предупреждение.
От S-класса новому Mercedes-Benz W212 досталась опциональная система Night View Assist, которая при помощи инфракрасного луча обнаруживает пешеходов, животных и иные объекты на дороге и обочинах. Также на заказ доступны специальные электронные системы помощи, которые при помощи радара отслеживают состояние дорожной обстановки на 200 (ранее 150) метров впереди автомобиля. В случае возникновения возможности совершения ДТП они автоматически активизируют тормозное усилие. Работают данные системы в связке с Brake Assist PLUS.
В ходе разработки новый E-класс был подвергнут более 150 высокоскоростных краш-тестов и в общей сложности более 17 000 реалистичных моделирований аварийных ситуаций. Автомобиль прошёл беспрецедентную тестовую программу – в общей сложности прототипы накрутили на испытаниях около 36 миллионов километров в самых разных условиях.
C декабря 2010 года автомобили Е- и S-класса оснащаются ксеноновыми фарами производства фирмы Osram. Основное их отличие заключается в повышенной цветовой температуре — 5000К вместо стандартных 4300К. По утверждению Mercedes-Benz такая цветовая температура наиболее приближена к дневному свету, благодаря чему уменьшается утомляемость глаз.

#### IIHS тесты

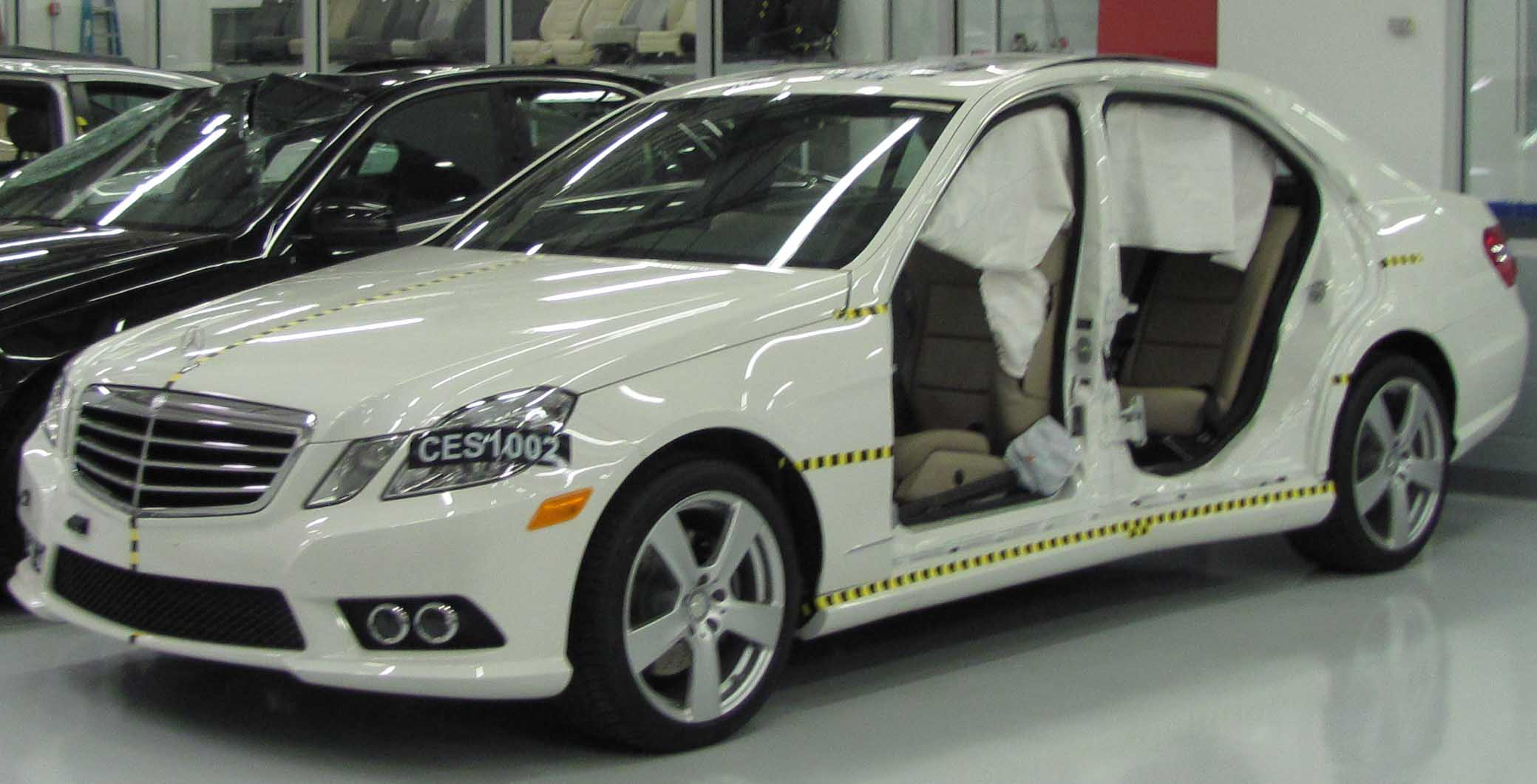
Автомобиль на краш-тестах IIHS

В 2010 году Страховой институт дорожной безопасности США провёл краш-тесты автомобиля Mercedes-Benz W212, за прохождение которых он был удостоен звания «Самый безопасный автомобиль +». Чтобы заслужить такой выбор, автомобиль должен получить наивысшие оценки в тестах при переднем, боковом и заднем ударах, а также тесте на опрокидывание, и оснащаться системой электронной стабилизации. У специалистов IIHS не возникло замечаний, за исключением того, что при фронтальном столкновении после отскока автомобиля от удара манекен стукнулся головой о стойку крыши.
В 2014 году после рестайлинга были проведены повторные краш-тесты, в том числе на фронтальный удар с малым перекрытием. Автомобиль получил высшие оценки по всем параметрам и отмечен званием «Самый безопасный автомобиль +», хотя на испытаниях манекен ударился затылком о переднюю стойку.
Краш-тесты 2015 года показали наивысшие результаты, благодаря чему автомобиль завоевал награду «Top Safety Pick+»:

#### EuroNCAP тесты
E-класс 2010 года получил пять звёзд из пяти возможных по безопасности пассажиров, пешеходов и системам помощи в тестах Euro NCAP. В стандартную комплектацию автомобиля входят такие системы, как Collision Prevention Assist, Attention Assist, адаптивная технология торможения, дневные ходовые огни и стеклоочистители с датчиком дождя. Кроме того, Mercedes-Benz W212 получил две награды «Euro NCAP Advanced» за опциональные системы безопасности PRE-SAFE и PRE-SAFE Brake.
| Euro NCAP                                                               | Euro NCAP | Euro NCAP | Euro NCAP             |
| ----------------------------------------------------------------------- | --------- | --------- | --------------------- |
| · общий рейтинг                                                         |           |           |                       |
| 86%                                                                     | 77%       | 58%       | 86%                   |
| взрослый пассажир                                                       | ребёнок   | пешеход   | активная безопасность |
| Протестированная модель: Mercedes Benz E 220 CDI Avantgarde, LHD (2009) |           |           |                       |

#### NHTSA тесты
Национальное управление безопасностью движения на трассах США присвоило автомобилю Mercedes-Benz W212 четыре звезды из пяти возможных за безопасность водителя и переднего пассажира в тестах лобового столкновения. В тестах на боковое столкновение и опрокидывание транспортное средство получило все 5 звёзд.

### Электрооборудование
E-класс четвёртого поколения оснастили новыми электронными, механическими и мехатронными системами. В стандартное оснащение Mercedes-Benz W212 вошли следующие элементы:
- адаптивные подушки безопасности водителя и переднего пассажира;
- коленная подушка безопасности для водителя;
- активные подголовники NECK-PRO;
- стеклоочистители с настройками прерывания и датчиком дождя;
- боковые подушки безопасности водителя и переднего пассажира;
- оконные аирбаги;
- адаптивные мигающие тормозные огни;
- наружные зеркала с электрорегулировкой и обогревом;
- электрически регулируемые по высоте и углу наклона спинки передние сиденья;
- селектор автоматической коробки передач на рулевом колесе (модели V6 и V8);
- система Audio 20 CD;
- адаптивная тормозная система с функцией Hold и Hill Start Assist;
- система Direct-Steer (модели V6 и V8);
- вентилируемый вещевой ящик;
- системы ABS и ESP;
- Bluetooth гарнитура для подключения мобильного телефона;
- автономный круиз-контроль DISTRONIC PLUS;
- автоматический климат-контроль с комбинированным активированным углем THERMATIC или THERMOTRONIC;
- подвеска AIRMATIC (E500, E500 4MATIC и другие);
- мультифункциональный руль;
- центральный замок с датчиком столкновения;
- система предупреждения потери давления в шинах;
- разъем для подключения внешнего аудиоустройства;
- функция дистанционного отпирания багажника.

В центре приборной панели — где он может быть хорошо виден водителю и переднему пассажиру — находится большой цветной АМ-TFT (англ. Active Matrix Thin Film Transistor) дисплей формата 16:9, обеспечивающий отображение различной информации. Существует два варианта дисплея в зависимости от оснащения: 5,8-дюймовая версия для устройств Audio 20 (CD-плеер, радио и т.д.) и Audio 50 APS (DVD-плеер, радио, навигация и т.д.) или 7,0-дюймовая с высоким разрешением для COMAND APS. Дополнительно может быть установлена система голосового управления LINGUATRONIC.
Вместо климатической установки THERMATIC с приятным дисплеем и удобными клавишами может быть установлен продвинутый вариант в виде системы THERMOTRONIC, которая умеет создавать ещё более комфортную обстановку благодаря наличию трёх режимов подачи воздуха – DIFFUSE (рассеянный), MEDIUM (средний) и FOCUS (направленный).

### Линии исполнения

#### Classic
Стандартная версия автомобиля Mercedes-Benz W212 включает 16-дюймовые легкосплавные диски девяти-спицевого дизайна, деревянную отделку из эвкалипта или тиснение из алюминия и четырёхспицевое рулевое колесо, отделанное высококачественной кожей наппа с хромированными вставками. В стандартный набор оборудования вошли такие элементы, как информационно-развлекательная система Audio 20 CD, CD-плеер, 8 динамиков и Bluetooth интерфейс. На центральной консоли устанавливается 5,8-дюймовый цветной экран, управление которым осуществляется при помощи специального контроллера на центральной консоли.

#### Elegance
Линия исполнения Elegance сочетает в себе классическое и элегантное оформление автомобиля. Модификации экстерьера включают хромированную решётку радиатора с четырьмя серебряными ламелями и 16-дюймовые легкосплавные диски 10-спицевого дизайна с 225/55 R16 передними и 245/R17 задними шинами. Отделка салона выполнена с применением высококачественного орехового дерева в коричневом глянцевом цвете и дополнена стильным окружающим освещением из светодиодов.

#### Avantgarde
Линия исполнения Avantgarde придаёт автомобилю спортивный стиль как в экстерьере, так и в интерьере. Эта линия предлагает передние би-ксеноновые фары с системой Intelligent Light System , светодиодные дневные ходовые огни и задние фонари, спортивный дизайн панели приборов, рычаг КПП с исполнением под алюминий, 17-дюймовые легкосплавные диски с 5-спицевым спаренным дизайном, спортивные бампера в цвет кузова с хромированными накладками и автоматически затемняющееся зеркало заднего вида в салоне. Данная линия исполнения отличается заниженной подвеской, отличительным дизайном переднего бампера и хромированной решёткой радиатора с тремя глянцевыми, чёрными ламелями. Специальные цвета интерьера состоят из каштанового и натурального бежевого с чёрной отделкой крыши. Обивка салона выполнена из ткани/искусственной кожи ARTICO.

#### MercedesSport
В 2010 году на выставке в Женеве компания Mercedes-Benz представила пакет спортивных доработок автомобилей, который изначально стал доступен для автомобилей Е-класса. Пакет включает аэродинамический обвес, в который входят спойлеры на передний, с противотуманными фарами, и задний, с диффузором, бамперы, а также на крышу и багажник, накладные пороги и фальшрадиаторную решётку. Кроме того, пакет предлагает легкосплавные 18-дюймовые колёсные диски, более жёсткую спортивную подвеску с уменьшенным на 15 мм клиренсом и спортивную тормозную систему с перфорированными тормозными дисками и серыми суппортами. Интерьер также получил изменения — четырёхспицевый спортивный кожаный руль, стальные набойки на педалях, того же сплава подсвечиваемые накладки на порогах с логотипами MercedesSport.

#### Дополнительные пакеты

##### AMG Sport

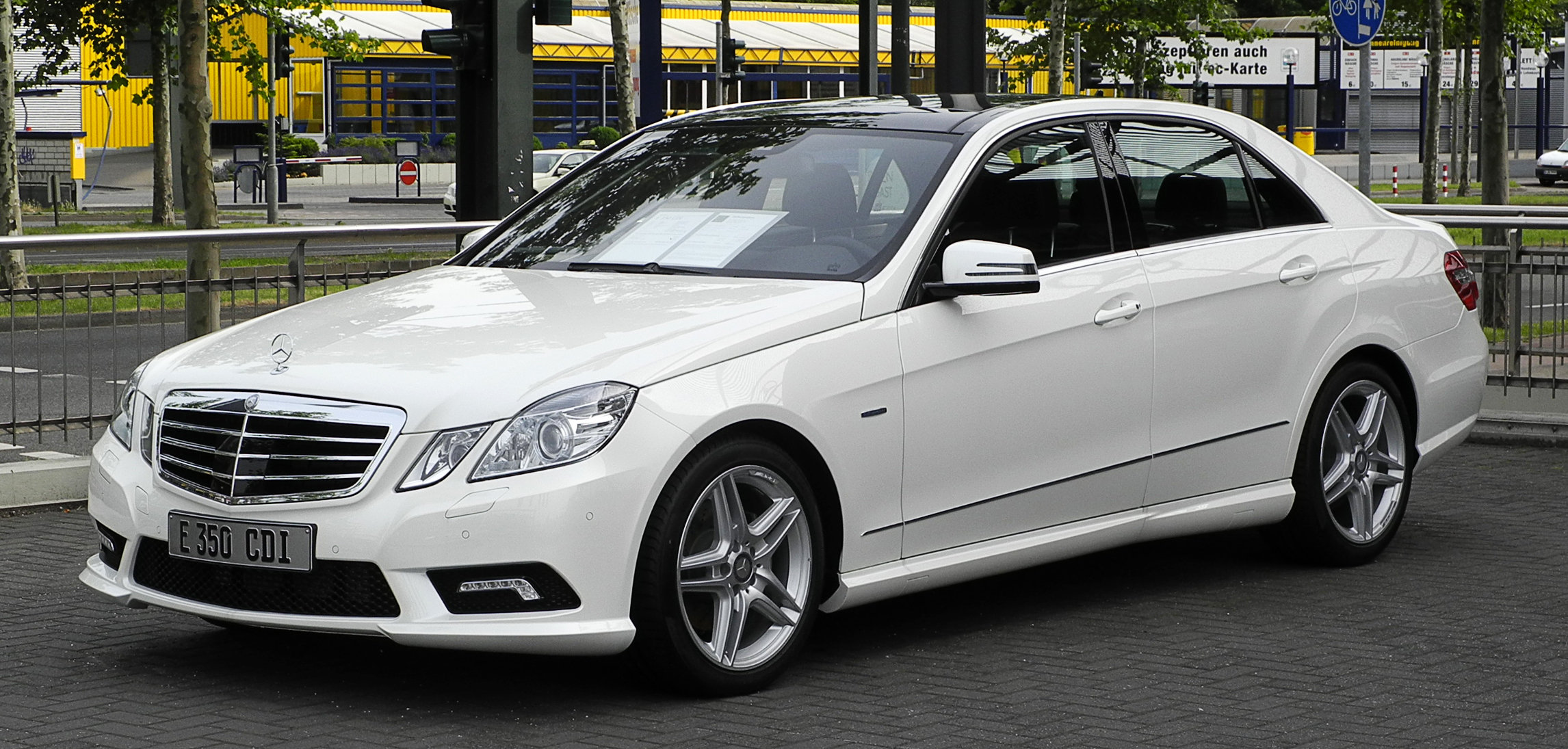
E350 CDI 4MATIC Avantgarde AMG Sport

В спортивный пакет AMG входят бамперы и боковые юбки, выполненные в духе автомобилей подразделения Mercedes-AMG, спортивные сиденья с улучшенной боковой поддержкой, контрастная декоративная строчка на сиденьях и подлокотниках, трёхспицевое спортивное рулевое колесо с отделкой из кожи наппа с подрулевыми переключателями, чёрная подкладка крыши, заниженная спортивная подвеска, напольные коврики с логотипом AMG, увеличенные перфорированные тормозные диски, суппорта с логотипом Mercedes-Benz и 18-дюймовые легкосплавные диски с 245/40 R18 широкопрофильными передними и 265/35 R18 задними шинами. Передний и задний фартуки и боковые юбки выполнены в стиле AMG. Спортивные педали с чёрными резиновыми шипами выполнены из нержавеющей стали. Обивка передних спортивных сидений выполнена из микрофибры DINAMICA и искусственной кожи ARTICO.
Модели с V6 и V8 двигателями оснащаются 7-ступенчатой автоматической коробкой передач 7G-Tronic.

##### Exclusive
Эксклюзивный пакет включает в себя отделанные деревом/кожей рулевое колесо, облицовку крыши, отделку опор и солнцезащитных козырьков алькантарой, обивку сидений, подлокотников и дверных панелей кожей наппа, высококачественную отделку приборной панели с декоративной строчкой и велюровые коврики.

## Модификации

### Binz
Компания Binz представила в 2010 году удлинённую более чем на метр 6-дверную версию Е-класса. Колёсная база была удлинена на 1111 мм и составила 3985 мм, а итоговая длина автомобиля равняется 5979 мм. Лимузин оснащён дополнительным рядом сидений, который может быть установлен как по ходу движения, так и против. Модельный ряд доступных двигателей состоит из трёх вариантов: 204-сильного 2,2-литрового турбодизеля (E250 CDI BlueEfficiency), 3,5-литрового бензинового V6 мощностью 288 л. с. (E350 CGI BlueEfficiency) и V8 мощностью 388 л. с. (Е500).
Расход топлива у E250 CDI и E350 CGI по сравнению со стандартными седанами вырос на 1.5 л/100 км, а у E500 — всего на пол-литра. Скорость разгона с 0 до 100 км/ч для всех трёх версий на 0,7—0,9 секунд медленнее, чем у классической версии автомобиля. Максимальная скорость ограничена электроникой на уровне 210 км/ч.
Также компания Binz представила удлинённую версию универсала на базе Е-класса. Автомобиль был анонсирован ещё в декабре 2010 года на автошоу в Эссене, но появился лишь в начале 2011 года. Общая длина универсала была увеличена до 5756 мм за счёт увеличения колёсной базы на 861 мм (до 3735 мм). В результате объём грузового отсека до линии окон (VDA) вырос с 695—1220 до 1390-2645 литров. Удлинённые универсалы доступны в трёх вариантах: E250 CDI BlueEfficiency (204 л. с.), E350 CGI BlueEfficiency (292 л. с.) и Е500 (388 л. с.). Максимальная скорость ограничена электроникой на отметке в 210 км/ч, а время разгона с 0 до 100 км/ч по сравнению с аналогичными короткобазными машинами увеличилось в среднем на 0,5—0,7 секунды.

## AMG модификации

### E63 AMG (2009—2011)

#### Атмосферная версия (M156)
Мировая премьера автомобиля E63 AMG состоялась на автосалоне в Нью-Йорке в 2009 году. Под капотом мощного седана установили 6,2-литровый бензиновый V8 двигатель Mercedes-Benz M156 мощностью в 525 л. с. и крутящим моментом 630 Н·м при 5200 об/мин. Мотор агрегировали с 7-ступенчатой автоматической коробкой передач AMG SpeedShift MCT. Её основной особенностью является то, что вместо обычного гидротрансформатора здесь используется многодисковое «мокрое» сцепление. АКПП поддерживает 4 режима работы: «C» (эффективность), «S» (спорт), «S+» (спорт плюс) и «M» (ручной режим). До 100 км/ч автомобиль разгоняется за 4,5 секунды. Максимальная скорость ограничена электроникой на отметке 250 км/ч.
Спортивная подвеска AMG RIDE CONTROL справляется одинаково хорошо как с гоночным (маневренным) стилем вождения, так и с городским. В то время как на передней оси используются новые стальные амортизационные стойки, задняя подвеска же оснащена рессорами. Преимущество этого решения заключается в том, что стальные пружины передней стойки обеспечивают более чувствительные ответы, в то время как задние пневмостойки с системой автоматической регулировки уровня поддерживают автомобиль на постоянной высоте независимо от нагрузки. Новая система демпфирования с электронным управлением автоматически изменяет характеристики демпфирования в зависимости от дорожной ситуации, уменьшая угол крена кузова. Мгновенная корректировка обеспечивает наилучшую плавность хода.
E63 AMG оснащён новой передней подвеской с отрицательным развалом колёс, новыми рулевыми тягами и трубчатыми стабилизаторами поперечной устойчивости, а также модернизированными подшипниками колёс. Для задней оси тоже был изменён угол развала колес и установлен новый подрамник. Впервые для серийных Mercedes-Benz в качестве опции на E63 AMG предложили тормозную систему с керамическими дисками. Выдающееся сцепление с дорогой обеспечивается 18-дюймовые легкосплавными дисками AMG, на которые установлены 255/40 R18 передние и 285/35 R18 задние шины.
Трёхуровневая система ESP, установленная на автомобилях SL63 AMG и C63 AMG, также была интегрирована и на E63 AMG. При помощи кнопки на AMG DRIVE UNIT режим системы может быть переключён на один из трёх вариантов: «ESP ON», «ESP SPORT» или «ESP OFF».
Динамический и спортивный дизайн экстерьера E63 AMG формируется благодаря 17-миллиметровым широким крыльям с шильдиками «6.3 AMG», новому переднему бамперу AMG с крупными воздухозаборниками и светодиодным фарам ближнего света. Салон автомобиля оборудован спортивными сиденьями с улучшенной боковой поддержкой, 4-спицевое спортивное рулевое колесо AMG с подрулевыми переключателями, AMG DRIVE UNIT и селектор AMG E-SELECT на центральной консоли. Стандартное оборудование включает в себя полноценную кожаную обивку (в трёх различных вариантах цветов), панель приборов AMG, пороги дверей с фирменной надписью и спортивные педали из полированной нержавеющей стали.
Системы безопасности включают такие технологии, как ATTENTION ASSIST, PRE-SAFE, BAS PLUS, 7 подушек безопасности и активные подголовники NECK-PRO. По запросу могут быть установлены системы Lane Keeping Assist, Blind Spot Assist, PRE-SAFE Brake, Adaptive Highbeam Assist, Night View Assist и Speed Limit Assist.
В продаже на европейском рынке новинка появилась в августе-сентябре 2009 года.
В октябре 2009 года вслед за седаном вышла версия с кузовом универсал. Скорость разгона автомобиля с 0 до 100 км/ч составила 4,6 секунды, что на 0,1 больше, чем версия в кузове седан. Максимальная вместимость багажного отделения при сложенных задних сиденьях составила 1950 литров. Запуск в продажу был запланирован на февраль 2010 года. Стартовая цена на автомобиль в кузове универсал составляла €108 409 (с учётом 19 % НДС).

#### Турбированная версия (M157)
Весной 2011 года была представлена обновлённая версия E63 AMG, но на этот раз не с атмосферным двигателем, а с 5,5-литровым битурбированным V8. Мощность осталась на прежнем уровне — 525 л. с., а крутящий момент возрос с 630 до 700 Н·м. При установке комплекта доработок AMG Performance Package мощность и крутящий момент становятся равными 557 л. с. и 800 Н·м соответственно. Пик крутящего момента благодаря двум турбинам приходится на зону с 1700 до 5000 об/мин, вместо пика при 5200 об/мин у атмосферного V8. Разгон до 100 км/ч занимает 4,4 секунды, а с пакетом AMG Performance Package — 4,3 с. Максимальная скорость составляет 250 и 300 км/ч для обычной версии и с установленным пакетом производительности соответственно.
Комбинированный расход топлива автомобиля согласно циклу NEDC составляет 9,8 литров на 100 км (10 литров для варианта в кузове универсал), что на 22 % меньше, чем предшествующая версия.
Обновлённый Е63 AMG оснащается всё той же 7-ступенчатой АКПП AMG SpeedShift MCT со сцеплением вместо гидротрансформатора. На автомобили также устанавливается система «старт-стоп» и адаптивная подвеска с тремя режимами работы. Автомобиль также оснащается недавно разработанным электромеханическим чувствительным к скорости спортивным рулевым колесом, который потребляет энергию только тогда, когда происходит фактическое управление транспортным средством. Дополнительные системы помощи пополнили ряд технологических решений E63 AMG.
Внешние отличия E63 AMG с новым двигателем M157 включают новые легкосплавные диски, шильдики «V8 Biturbo» и более широкие передние крылья. Особенностями модели являются характерные передняя и задняя конструкции, боковые пороги AMG и спортивная выхлопная система с двумя хромированными спаренными патрубками.
Салон автомобиля включает трёхспицевый спортивный AMG руль, обод которого позаимствован из CLS63 AMG, алюминиевые подрулевые переключатели, перфорированную кожу в области зажимов, трёхмерный дизайн крышек подушек безопасности и рычаг управления коробкой передач E-SELECT. Также из CLS63 AMG на E63 перекочевал трёхмерный полноцветный TFT дисплей в центре спидометра.
Цены на момент дебюта обновлённой версии автомобиля составляли €105 971 за версию в кузове седан, €108 409 за универсал, €8306,20 за пакет AMG Performance и  €3213 за Driver's package.

### E63 AMG/S (2013—2016)
Вместе с рестайлингом 2013 года обновилась и модель E63 AMG, получившая систему полного привода 4MATIC. Кроме того, была представлена высокопроизводительная версия S-Model.
Новый E63 AMG предлагается теперь и в подчёркнуто мощной и эксклюзивной S-версии с двигателем мощностью 430 кВт (585 л. с.) и крутящим моментов 800 Н·м, а также в версии с вновь разработанным спортивно-ориентированным полным приводом AMG 4MATIC. 5,5-литровый битурбированный двигатель AMG V8 по-прежнему сочетает экономичность и мощь. В случае S-версии битурбированный двигатель получил прирост мощности на 20 кВт (28 л. с.), по сравнению с предлагавшимся прежде пакетом AMG Performance. Это стало возможным благодаря оптимизации программного обеспечения двигателя, повышению предельного давления и увеличению давления наддува с 0,9 до 1,0 бар. С показателями 410 кВт (557 л. с.) и 720 Н·м этот прирост у базовой версии автомобиля составил 24 кВт (32 л. с.) и 20 Н·м соответственно.
Спортивно-ориентированный полный привод системы 4MATIC распределяет крутящий момент двигателя между передней и задней осью в процентном соотношении 33:67. Распределение крутящего момента с акцентом на заднюю ось обеспечивает автомобилю характерную для моделей AMG высокую динамику. Специально к нему адаптирована электронная система стабилизации ESP с трёхступенчатой программой контроля. Полный привод повышает безопасность движения и улучшает сцепление колёс с дорожным покрытием во влажных или зимних условиях. Оптимальный уровень тягового усилия обеспечивается многодисковой муфтой сцепления с блокировкой 50 Н·м, которая особенно на снегу и на льду сможет полностью реализовать потенциал силового замыкания всех четырёх колёс. Техническую основу для этого образует раздаточная коробка для дополнительного отбора мощности на ведущую переднюю ось. Будучи интегрированной в 7-ступенчатую спортивную коробку передач AMG SPEEDSHIFT MCT, она экономит монтажное пространство. Крутящий момент передаётся от раздаточной коробки на переднюю ось через карданный вал. Передача крутящего момента от дифференциала переднего моста на левый передний ведущий вал осуществляется посредством промежуточного вала, работающего в герметизированном канале в теле масляного поддона двигателя.
В случае автомобиля E63 AMG S инженеры Mercedes-AMG применили на задней оси самоблокирующийся дифференциал. Благодаря такому высокотехнологичному решению удалось дополнительно повысить тяговое усилие, что добавило вождению динамичности.
Все модификации автомобиля E63 AMG оборудуются спортивной подвеской AMG RIDE CONTROL с электронной регулировкой системы демпфирования. На передней оси используется стальная пружинная подвеска, а на задней – полностью пневматическая подвеска. Переключение режимов («Комфорт», «Спорт», «Спорт плюс») происходит при помощи кнопки, расположенной на блоке управления AMG DRIVE UNIT. В случае S-версии и полноприводного варианта E63 AMG дополнительной оптимизации подверглась трёхрычажная передняя подвеска. В сочетании со вновь разработанными алюминиевыми компонентами передней подвески это обеспечивает значительное улучшение сцепления колёс с дорогой и повышение маневренности при одновременном сохранении высокой устойчивости во время динамичного прохождения поворотов. Эксклюзивным отличием S-версии от всех других моделей является использование эластокинематики, рассчитанной на значительно более высокую динамику. Она обеспечивает максимально высокую – при физически предельной динамике – устойчивость, а также более эффективную обратную связь и более эффективное сцепление колёс с поверхностью трассы.

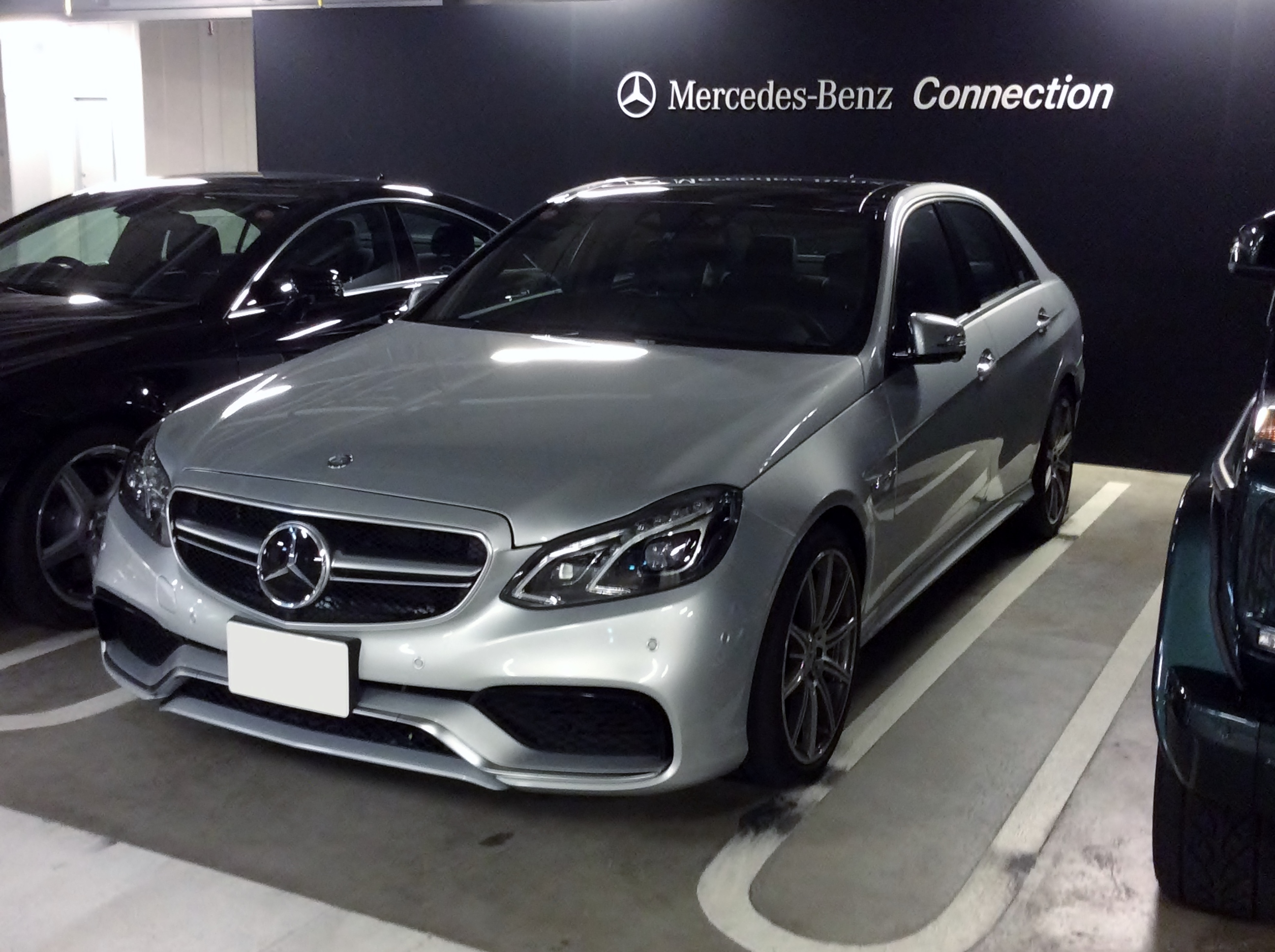
E63 AMG 4MATIC (W212)

Новый E63 AMG 4MATIC оснащается тормозной системой AMG повышенной мощности. Не передней и задней осях применяются вентилируемые и перфорированные 360 мм тормозные диски. Тормозные диски передней оси, на которые оказывается повышенная нагрузка, выполняются в композитном варианте, отлично зарекомендовавшем себя в автоспорте. Окрашенные в серебристый цвет тормозные скобы с белой надписью AMG и шестью поршнями на передней и четырьмя поршнями на задней оси обеспечивают спонтанное и стойкое к снижению своей эффективности замедление, а также кратчайший тормозной путь. S-Модель легко опознать по тормозным скобам, окрашенным в красный цвет. Опционально доступна высокопроизводительная керамическая тормозная система.
Чёрные дефлекторы в крайних воздухозаборниках обеспечивают оптимальный обдув модулей охлаждения, а расположенный ниже передний спойлер, окрашенный в цвет кузова, способствует уменьшению подъёмных сил. По-новому оформленная передняя часть кузова автомобиля E63 AMG 4MATIC через выпуклые и вогнутые поверхности эффектно соединяется с уникальными, расширенными крыльями кузова, где украшающие их шильдики «V8 BITURBO» указывают на превосходящую мощь двигателя. Визуально ширину задней части кузова придают расположенные по краям воздуховыпускные отверстия, чёрная решётка и пара двойных хромированных патрубков спортивной выхлопной системы AMG. Чёрный диффузор с чётко выраженными «жабрами» придаёт автомобилю E63 AMG 4MATIC шарм, присущий спортивным, гоночным авто.
E63 AMG 4MATIC S от базовой модификации отличается множеством новых, ещё более эффектных элементов дизайна: так, например, на нём установлены глянцевый элемент чёрного цвета «A-Wing» в переднем бампере и серебристо-хромированный  передний спойлер (равно как и выразительные, объёмные вставки в облицовке порогов). На 10-спицевые легкосплавные диски, выполненные в матовом титановом цвете, надеты 255/35 R19 передние и 285/30 R19 задние шины.
В стандартное оснащение автомобиля вошли такие элементы, как AMG пороги дверей, стальные полированные педали, светодиодные фары, системы ATTENTION ASSIST и COLLISION PREVENTION ASSIST, металлическое лакокрасочное покрытие. На заказ доступны пакеты Carbon Fibre I («A-wing», вставки на боковых порогах, верхняя облицовка средней стойки и т.д. из углеволокна), Carbon Fibre II (корпус внешних зеркал и AMG спойлер из карбона для версии в кузове седан), AMG Night (корпуса наружных зеркал, дефлекторы в передних крыльях кузова, решётка радиатора, передний спойлер, решетки воздухозаборников в переднем бампере и иные элементы, выполненные в чёрном глянцевом исполнении), а также крышка двигателя из углеволокна, 5-спицевые кованые AMG диски с закрытыми болтами, окрашенные в серый титан, внутренняя отделка из углеродного волокна/рояльного лака и designo отделка. По запросу в качестве акустической системы может быть установлена система Bang & Olufsen BeoSound AMG на 1200 Вт с 14 высококачественными динамиками, разработанная совместно инженерами Mercedes-AMG и датской компанией Bang & Olufsen.
Как и ранее, топ-модель AMG доступна как в кузове седан, так и в универсале. Продажи E63 AMG начались в апреле 2013 года, полноприводная версия и S-Modell стали доступны с июня того же года.

## Тюнинг

### Brabus

#### Brabus E V12

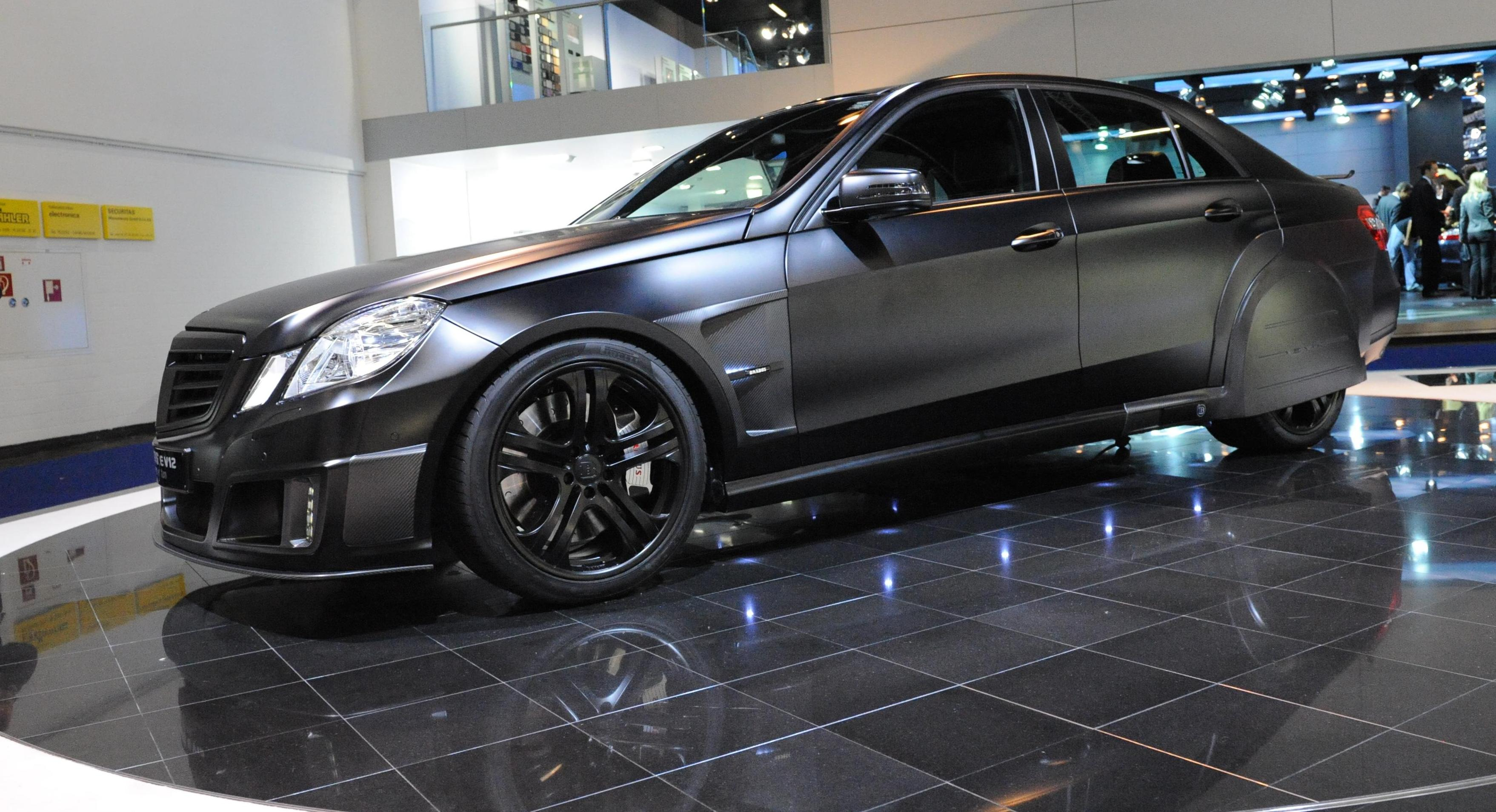
Brabus E V12 one of ten

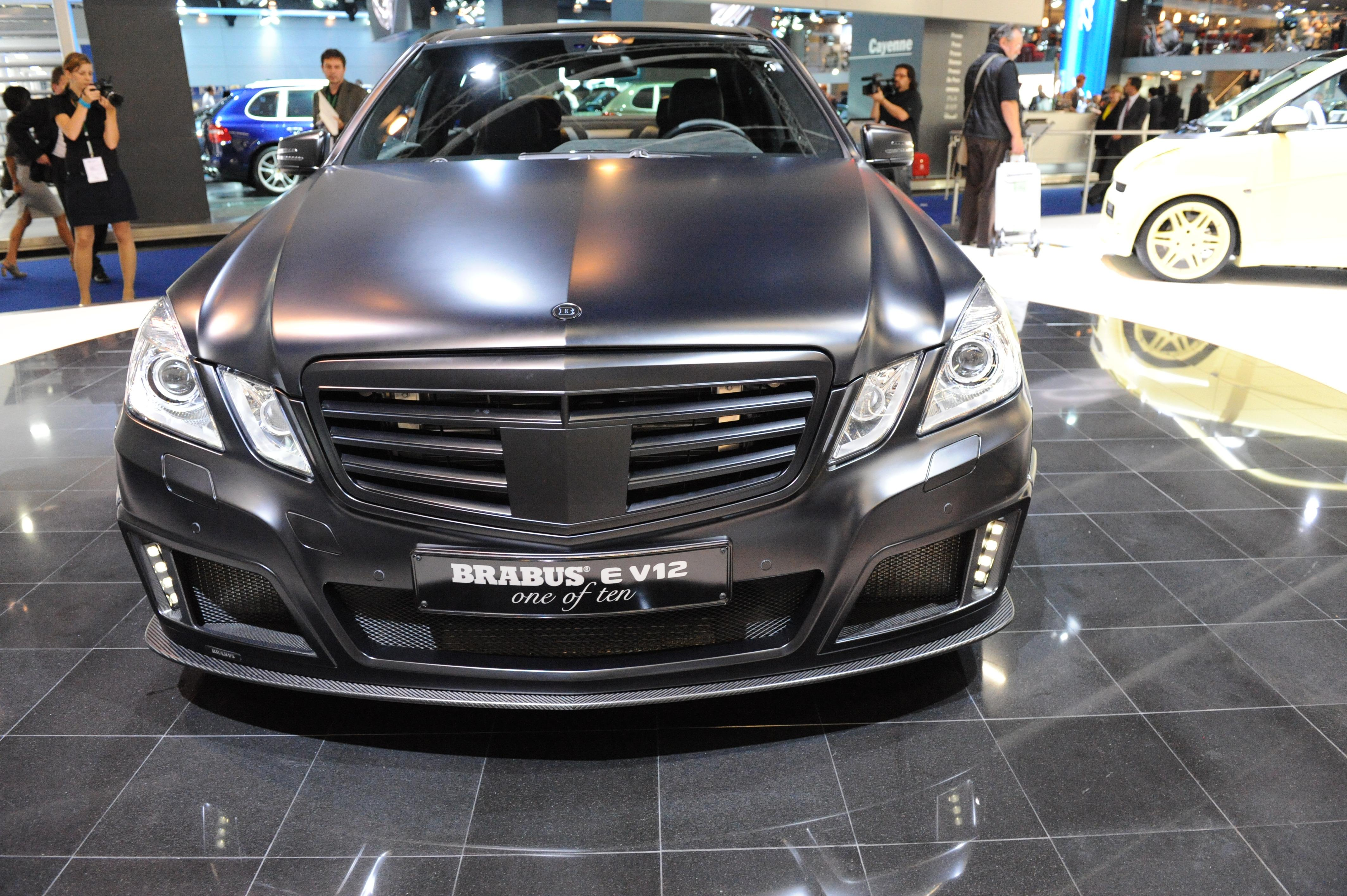
Brabus E V12 one of ten

Brabus E V12 — доработанная версия от немецкого тюнинг-ателье Brabus. Автомобиль был представлен общественности на Франкфуртском автосалоне в 2009 году. На автомобиль установлен 800-сильный V12 двигатель Brabus SV12 R Biturbo 800, в основе которого лежит Mercedes-Benz M275 с увеличенным с 5,5 до 6,3 л объёмом. Кроме того двигатель обладает огромным крутящим моментом — 1420 Н·м, доступным с 2100 об/мин, но его ограничивают электроникой на отметке в 1100 Н·м для сохранения 5-скоростной АКПП. Подвеска может регулироваться как по жесткости, так и по высоте. Передние тормоза — вентилируемые дисковые диаметром 380 мм с 12-поршневыми суппортами, задние — вентилируемые дисковые диаметром 360 мм с 6-поршневыми суппортами. Для обеспечения возможности достижения максимальной скорости задние колёсные арки закрыты накладками. Заявленная максимальная скорость — более 370 км/ч, что позволяет отобрать лавры самого быстрого седана у G-Power Hurricane RS на базе BMW M5 с его результатом — 367,4 км/ч. Разгон до 100 км/ч 2-тонного седана занимает 3,7 секунды. Будет построено лишь 10 подобных суперкаров.
В 2010 году на Женевском автосалоне тюнинг-ателье Brabus представило Brabus E V12 Coupe. Купе в техническом плане идентично седану. Brabus E V12 Coupe разгоняется до  100 км/ч за 3,7 с, а спустя 9,9 с стрелка спидометра достигает отметки в 200 км/ч. Максимальная скорость составляет 370 км/ч (при снятии электронного ограничения). Стартовая цена автомобиля составила €478 000 .

#### Другие версии
Кроме E V12 ателье Brabus также подготовило модифицированный кабриолет Е-класса. Пакет доработок включает в себя доработанный передний бампер с установленными дневными ходовыми огнями и противотуманными фарами, измененный задний диффузор. Интегрированные фирменные наборы ECO PowerXtra увеличили мощность и крутящий момент. Для дизельного двигателя E250 CDI после оптимизации выдаёт 235 л. с. и 560 Н·м (вместо 204 и 500 соответственно), Е350 CDI — 272 л. с. и 590 Н·м (было 231 л. с. 540 Н·м). Бензиновые получили немного меньше: E250 CGI — 26 л. с. и 40 Н·м, E350 CGI 18 л. с. а модификация Е 500 теперь выдает 462 л. с. и 615 Н·м вместо 388 и 530 соответственно. В результате кабриолет Е500 от Brabus разгоняется до 100 км/ч на 0,6 секунд быстрее стандартной версии — за 4,7 секунды, а после снятия ограничителя набирает на трассе до 300 км/ч. Специалисты также усилили тормоза в связи с увеличившейся мощью кабриолета. Спереди установлены 6-поршневые алюминиевые суппорты, сзади — четырёхпоршневые и вентилируемые тормозные диски диаметром 360 мм.

### Väth
Ателье Väth представило пакет доработок для седанов с двигателями E300 CDI и E350 CDI. Благодаря улучшенной программе для системы управления двигателем и более продвинутого интеркулера автомобили выдают мощность в 267 и 310 л. с. вместо стандартных 231 и 265 соответственно. Крутящий момент теперь составляет 595 и 710 Н·м соответственно. Также возросла максимальная скорость — с 250 км/ч до 260 у E300 CDI и до 265 у E350 CDI.
Были расширены передняя и задняя колеи проставками на 15 и 30 мм соответственно, установлены укороченные пружины (уменьшают клиренс на 30 мм), утолщённые стабилизаторы поперечной устойчивости и более мощные тормоза. В Германии стартовая цена за такой тюнинг-пакет составляет от €18 306.

#### Väth V63RS
Väth V63RS — доработанная версия Mercedes-Benz E63 AMG от ателье Väth. Мощность и крутящий момент двигателя были увеличены до 605 л. с. и 690 Н·м соответственно. Это было достигнуто благодаря замене поршней, установкой спортивных распредвалов, впускных и выпускных клапанов, кроме того были расширены каналы охлаждения и смазки в головке блока цилиндров. Были улучшены тормоза: установлены тормозные диски диаметром 390 мм и 8-поршневые суппорты на передней оси. Подвеска занижена на 30 мм. Установлены колеса размерностью 245/30 R20 спереди и 285/25 R20 сзади. Образ машины создали клиновидный, похожий на самолёты Stealth.

### Kicherer
Ателье Kicherer доработало купе с 5,5-литровым двигателем, подняв его мощность до 430 л. с. и крутящий момент до 550 Н·м благодаря другой программе управления двигателем и установке спортивной выпускной системы. Специалистами Kicherer также были установлены также 20-дюймовые литые диски Kicherer RS-1 и углепластиковый обвес, который включает в себя фальшрадиаторную решётку с тремя перекладинами, облегчённые боковые зеркала, передний спойлер с небольшими элеронами, накладные пороги и диффузор заднего бампера со встроенными в него по бокам овальными патрубками выпуска.

### Carlsson
Внешне Mercedes-Benz E500 Coupe с пакетом CK50 от тюнинг-ателье Carlsson отличается лишь передним и задним спойлерами и 20-дюймовыми колёсными дисками REVO. А двигателю специалисты увеличили мощность и крутящий момент до 435 л. с. (прибавка 47 сил) и 600 Н·м (прибавка 70 Н·м) соответственно благодаря перепрошивке блок управления двигателем и новой выпускной системе. Также была установлена более жёсткая настраиваемая подвеска, которая позволяет уменьшить клинренс автомобиля на 30 мм.

#### E-CK63 RS
Модификация Mercedes-Benz E63 AMG тюнинг-ателье Carlsson 2009 года получила название Carlsson E-CK63 RS. Заменив прошивку блока управления двигателем и выпускную систему, инженеры добились увеличения мощности на 60 л. с. — до 585 и крутящего момента до 695 Н·м. В результате скорость разгона автомобиля до 100 км/ч уменьшилась на 0,3 с (4,2 с) по сравнению со стандартной версией. Максимальная скорость ограничена электроникой на уровне 250 км/ч.
Кроме того, автомобиль получил обвес из полиуретана и 20-дюймовые колёсные диски REVO.

### Lumma Design
E 50 CLR — E 500 от Lumma Design. Мощность и крутящий момент двигателя были увеличены до 450 л. с. (+62 л. с.) и 550 Н·м (+20 Н·м) за счет прошивки блока управления двигателем и установке новой впускной системы. Кроме того специалисты занизили подвеску автомобиля на 25 мм, поставили 20-дюймовые диски собственного дизайна, «обутые» в спортивные шины Michelin. Lumma Design для экстерьера предложили новые бамперы, иные блоки дневных ходовых огней, пороги и спойлер. В интерьере автомобиля были добавлены алюминиевые накладки на педали, коврики с эмблемой Lumma Design, пороги с подсветкой и размеченный до 300 км/ч спидометр.

### Piecha Design
Первым тюнинг-ателье, доработавшим кабриолет Е-класса, стала компания Piecha Design. В техническом плане автомобиль оставили почти без изменений, модифицировав лишь экстерьер. За базу был взят кабриолет со стайлинг-пакетом AMG, к переднему бамперу которого добавилось губа, у заднего появился диффузор, а на крышке багажника установили спойлер. На порогах установлены накладки с подсветкой. Специалисты ателье установили 19-дюймовые легкосплавные диски Piecha dp2 Phantom и новую выхлопную систему. Чувствительность акселератора также претерпела модификацию. Полный комплект переделок оценивается в €6126.

### Prior Design
Специалисты из ателье Prior Design (Камп-Линтфорт) доработали купе Е-класса, назвав свой продукт Black Desire («чёрное желание»). Комплект доработок включает боди-кит, состоящий из новых бамперов, накладок на порогах, накладки на заднем стекле и спойлера на крышке багажника, новых 20-дюймовых колёсных дисков. Кроме того была занижена подвеска на 35 мм. Инженеры могут взяться за доработку любого мотора, которая включает в себя перепрошивку блока управления двигателем, установку нового воздушного фильтра и выпускной системы, но максимальный прирост в 75 л. с. возможен лишь на 388-сильной версии с двигателем V8 5,5. Весь комплект будет стоить покупателю €5200.

## Автоспорт

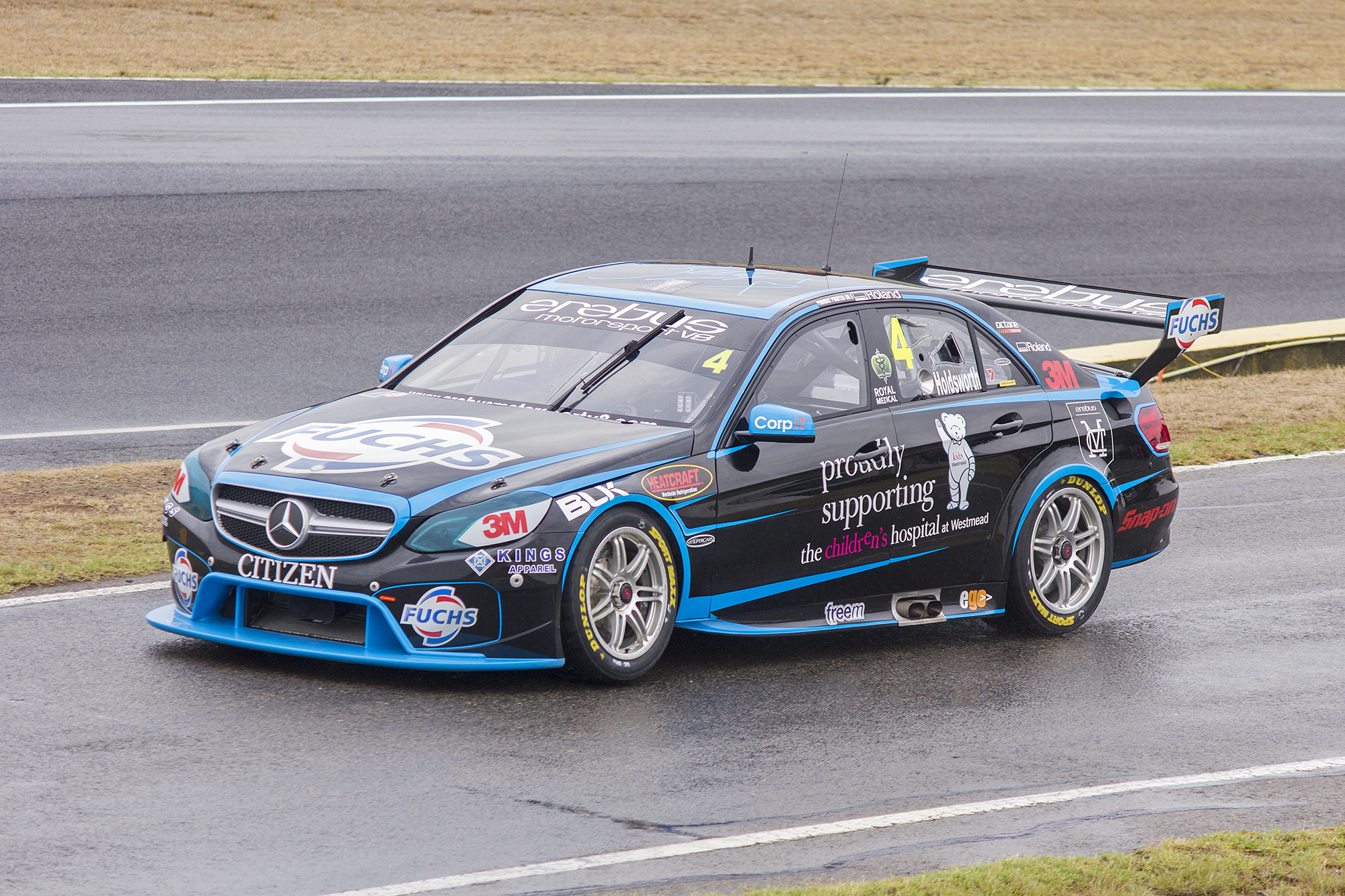
E63 AMG (W212) Ли Холдсуорта, 2014

В сентябре 2012 года австралийская команда Erebus Motorsport заявила о покупке Stone Brothers Racing и участии на международном чемпионате V8 Supercars 2013 года с тремя автомобилями Mercedes-Benz E63 AMG (W212). Сделка была завершена в январе 2013 года.
В апреле 2014 года Ли Холдсуорт принёс первую командную победу в гонках на трассе Винтон, Беналла. В 2015 году Эшли Уолш заменил Ли Холдсуорта на автомобиле #4. В мае на вторых гонках по трассе Barbagallo Raceway в городе Перт Уилл Дэвисон одержал победу, опередив Крейга Лаундеса.

## Производство и продажи

### Производство
Основное производство новых автомобилей E-класса в кузове W212 было налажено на заводе в Зиндельфингене, Германия. Для удовлетворения спроса на местных рынках также были открыты или налажены производственные мощности в таких городах, как Пуна (Индия), Пекине (Китай, компания Beijing Benz Automotive Co., Ltd), Бангкоке (Таиланд), Пекане (Малайзия) и других.
К марту 2012 года компания Mercedes-Benz выпустила 500 000 автомобилей серии W212 в кузове седан.

### Продажи

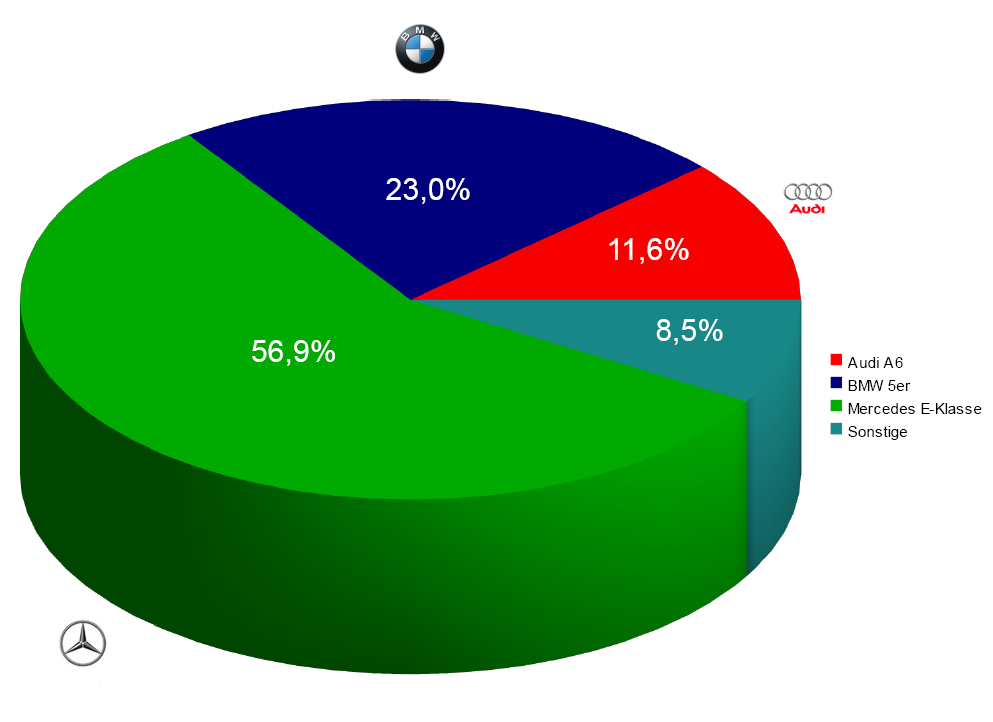
Статистика доли рынка автомобиля в Германии на сентябрь 2009 года

В верхнем сегменте среднего класса в 2014 году было зарегистрировано 121 998 новых автомобилей в Германии, из которых 18,7% находились в частной и 81,3% в коммерческой собственности. В общей сложности 115 446 автомобилей составили бренды Audi, BMW и Mercedes-Benz.
Статистика продаж автомобиля Mercedes-Benz W212 по отношению к конкурентам в Германии выглядит следующим образом:
| Автомобиль              | 2009   | 2010   | 2011   | 2012   | 2013   | 2014   |
| ----------------------- | ------ | ------ | ------ | ------ | ------ | ------ |
| Audi A6/A7 (2011)       | 32 887 | 30 079 | 46 076 | 52 710 | 40 813 | 39 596 |
| BMW 5 (2010)            | 34 374 | 46 014 | 59 756 | 48 107 | 44 468 | 38 733 |
| Mercedes E-класс (2009) | 50 867 | 67 409 | 61 371 | 45 840 | 41 159 | 37 117 |

Статистика продаж автомобилей Mercedes-Benz W212 (в кузовах седан, купе, кабриолет и удлинённый седан) на основных рынках сбыта выглядит следующим образом:
| Календарный год | США    | Россия | Европа  | Китай  | Канада |
| --------------- | ------ | ------ | ------- | ------ | ------ |
| 2009            | 43 072 | 2256   | 100 947 | 1447   | 2819   |
| 2010            | 60 922 | 5515   | 139 192 | 22 304 | 3914   |
| 2011            | 62 736 | 8580   | 129 963 | 44 738 | 3898   |
| 2012            | 65 171 | 8077   | 98 142  | 36 385 | 4083   |
| 2013            | 69 803 | 8991   | 106 559 | 36 836 | 3359   |
| 2014            | 66 400 | 7989   | 99 565  | 43 708 | 3789   |
| 2015            | 49 736 | TBA    | 84 771  | 60 102 | 3162   |
| 2016            | 46 740 | TBA    | 99 494  | 57 439 | 2953   |

1. ↑  Статистика продаж E-класса 2009—2016 годов в Канаде включает продажи автомобилей CLS-класса.
2. ↑  Данные за 2009 год могут включать статистику продаж Mercedes-Benz W211.

## Отзывы автомобилей
В 2010 году более 85 тысяч автомобилей отозвались концерном Daimler AG в США из-за неисправности усилителя руля. Об этом сообщалось в письме, которое компания направила в Национальную администрацию безопасности дорожного движения США (NHTSA). Проблемы могут возникнуть у седанов C- и E-класса 2010 модельного года, а также в купе и кабриолетах E-класса 2010—2011 модельного года. Причина неисправности не называлась.
В том же 2010 году Национальное управление по дорожной безопасности США (NHTSA) повторно объявило об отзыве автомобилей Mercedes-Benz. Причина отзыва — уплотнительное кольцо топливного фильтра у дизельных двигателей. Из-за недостаточной смазки кольца оно не обеспечивает герметичности и приводит к утечке горючего. В США топливный фильтр будет сменён у 2297 автомобилей: M-, GL- и R-класса, выпущенных с ноября 2009 по октябрь 2010 годов, и автомобилей Е-класса, выпущенных с декабря 2009 по октябрь 2010 года.

## Награды и оценки
Весной 2009 года E-класс в кузове 212 серии был удостоен сертификата соответствия стандарту ISO 14062 от надзорной компании TÜV SÜD, который подтверждает тот факт, что автомобиль на протяжении всего жизненного цикла — от производства и повседневной эксплуатации до утилизации — наименьшим образом загрязняет окружающую среду. Согласно результатам обширных исследований, в сравнении с предыдущей моделью (Mercedes-Benz W211) новый автомобиль в течение всего жизненного цикла выделяет на 14 % меньше выбросов CO2 в атмосферу.
Модель E250 CDI BlueEFFICIENCY стала автомобилем 2009 года с наилучшим балансом экологичность-эффективность по результатам опроса читателей журнала «Diners Club».
Новый E-класс получил множество Европейских наград. Так, W212 был удостоен австрийской автомобильной премии 2009 года как самый популярный автомобиль на австрийском рынке премиум-сегмента. В Турции модель W212 также была признана автомобилем года, а в Ирландии удостоена звания континентальной «ирландский люкс / спортивный автомобиль года». Индийская версия журнала Autocar присвоила новому поколению E-класса премию «Road Test Award». Новый E-класс также получил Гран-при «Золотой Клаксон-2009» — премия, учреждённая газетой Клаксон.
15 мая 2009 года немецкий журнал Auto Bild подвёл итоги голосования на самый красивый автомобиль. В опросе участвовало около 100 000 человек. Победителем с результатом в 13 % голосов стал Е-класс. Кроме того, вариант в кузове купе находился в категории «купе, кабриолеты» и имел 24,9 % голосов.
26 ноября 2009 года Mercedes-Benz W212 выиграл премию «Auto Trophy 2009» в категории «Лучший роскошный седан», присуждаемую немецкой газетой Auto Zeitung. При этом в опросе участвовало 104 442 читателя.
30 ноября 2009 года высокопроизводительная модель E63 AMG была награждена премией «SportsCar 2009» как лучший спортивный седан по результатам голосовая 51 637 читателей газеты Auto Bild Sportscars.
3 декабря 2009 года Mercedes-Benz W212 был награждён премией «Topauto 2010» в категории «авто бизнес-класса». Награда была присуждена на основании обсуждения 150 автомобильных журналистов из Германии, Австрии и Швейцарии.
14 января 2010 года Е-класс был выбран автомобилем 2010 года по версии ADAC. Награда присуждалась на основании исследования, в котором приняло участие около 250 000 человек.
28 января 2010 года Е-класс был удостоен награды «Die besten Autos 2010: Obere Mittelklasse» (рус. Лучшие автомобили 2010: Верхний средний класс) от читателей журнала Auto Motor und Sport с результатом 35,8 % голосов (Audi A6 занял второе место с 27,6 % голосов).
2 февраля 2010 года семейство Е-класса было удостоено сразу двух Гран-при «За рулём»-2010. Первая награда в номинации «бизнес-класс» и вторая в номинации «купе и кабриолеты» (за автомобиль с кузовом купе).
12 февраля 2010 года вся линейка 212 серии была удостоена награды «Good Design Award» от Чикагского музея дизайна и архитектуры (англ. Chicago Athenaeum).

### Основная
- Семён Субботин. Премьера Мерседес-Бенц Е-класс // Бизнес-журнал. — ЗАО «Бизнес-журнал», 2009. — Т. 63, № 5. — С. 60—61. — ISSN 1819-267X.
- Борис Игнашин. Расходы точно будут: выбираем Mercedes-Benz E-Class W212 с пробегом // Колёса : журнал / онлайн-версия. — 2016. — 19 июля. Архивировано 23 февраля 2017 года.
- Роман Назаров. Самые дорогие и престижные автомобили мира. — Эксмо, 2011. — С. 256—260. — 336 с. — ISBN 978-5-699-52442-6.
- Colin Pitt. Mercedes Benz E-Class, W210,W211,W212. — C P Press, 2010. — ISBN 9781841558080.